# Homossexualidade na Roma Antiga
A homossexualidade na Roma antiga muitas vezes difere marcadamente do Ocidente contemporâneo. O latim carece de palavras que traduziriam precisamente "homossexual" e "heterossexual", visto que a noção clínica de homossexualidade e heterossexualidade é criada apenas em 1898. A dicotomia primária da sexualidade romana antiga era ativo/dominante/masculino e passivo/submisso/feminino. 
A sociedade romana era patriarcal, e o cidadão homem nascido livre possuía liberdade política (libertas) e o direito de governar a si mesmo e a sua casa (familia). A "virtude" (virtus) era vista como uma qualidade ativa por meio da qual um homem (vir) se definia. A mentalidade de conquista e o "culto à virilidade" moldaram as relações entre pessoas do mesmo sexo. 
Os homens romanos eram livres para desfrutar do sexo com outros homens sem perda perceptível de masculinidade ou status social, desde que assumissem o papel dominante ou penetrante. Parceiros masculinos aceitáveis eram escravos e ex-escravos, prostitutos e artistas, cujo estilo de vida os colocava no nebuloso reino social da infamia, excluídos das proteções normais concedidas a um cidadão, mesmo que fossem tecnicamente livres. 
Embora os homens romanos em geral pareçam ter preferido jovens entre 12 e 20 anos como parceiros sexuais, menores de idade nascidos livres estavam fora dos limites em certos períodos em Roma, embora prostitutos e artistas profissionais pudessem permanecer sexualmente disponíveis até a idade adulta.

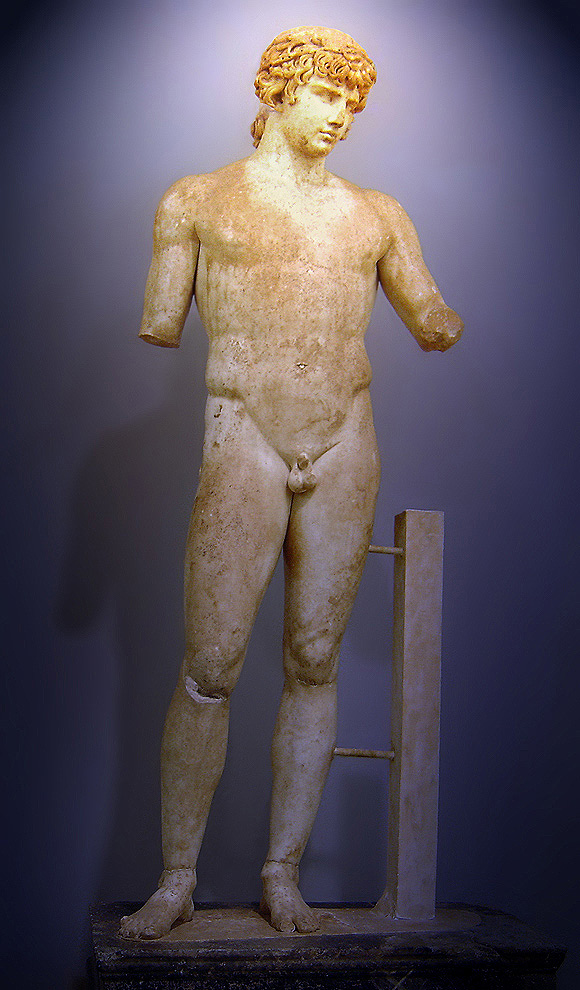
Estátua de Antinous (Delphi), Mármore de Paros policromado representando Antínoo, feita durante o reinado de Adriano (r. 117–138 D.C.), seu amante.

As relações entre mulheres do mesmo sexo são muito menos documentadas e, se os escritores romanos forem confiáveis, o homoerotismo feminino pode ter sido muito raro, a ponto de Ovídio, na era de Agostinho, o descrever como "inédito". No entanto, há evidências dispersas - por exemplo, alguns feitiços nos papiros mágicos gregos - que atestam a existência de mulheres individuais nas províncias governadas pelos romanos no final do período imperial que se apaixonaram por membros do mesmo sexo.

## Visão geral
Durante a República, a liberdade política (libertas) de um cidadão romano era definida em parte pelo direito de preservar seu corpo da compulsão física, incluindo punição corporal e abuso sexual. A sociedade romana era patriarcal (ver pater familias), e a masculinidade tinha como premissa a capacidade de governar a si mesmo e a outros de status inferior. Virtus, "valor" como aquilo que tornava um homem mais plenamente um homem, estava entre as virtudes ativas. A conquista sexual era uma metáfora comum para o imperialismo no discurso romano, e a "mentalidade de conquista" fazia parte de um "culto à virilidade" que moldava particularmente as práticas homossexuais romanas. Os ideais romanos de masculinidade tinham como premissa assumir um papel ativo que também era, como Craig A. Williams observou, "a principal diretriz do comportamento sexual masculino para os romanos". No final do século 20 e início do século 21, os estudiosos tendiam a ver as expressões da sexualidade masculina romana em termos de um modelo binário "penetrador-penetrado"; isto é, a maneira correta de um homem romano buscar gratificação sexual era inserir seu pênis em sua parceira. Permitir-se ser penetrado ameaçava sua liberdade como cidadão livre, bem como sua integridade sexual.
Era esperado e socialmente aceitável que um homem romano nascido livre desejasse sexo com parceiros femininos e masculinos, desde que ele assumisse o papel de penetração. A moralidade do comportamento dependia da posição social do parceiro, não do gênero em si. Tanto as mulheres quanto os rapazes eram considerados objetos normais de desejo, mas fora do casamento o homem deveria agir de acordo com seus desejos apenas com escravas, prostitutas (que muitas vezes eram escravas) e os infames. O gênero não determinava se um parceiro sexual era aceitável, desde que o prazer de um homem não usurpasse a integridade de outro homem. Era imoral fazer sexo com a esposa de outro homem nascido livre, sua filha casadoira, seu filho menor de idade ou com o próprio homem; o uso sexual da escrava de outro homem estava sujeito à permissão do proprietário. A falta de autocontrole, inclusive na gestão da própria vida sexual, indicava que o homem era incapaz de governar os outros; muita indulgência em "baixo prazer sensual" ameaçou corroer a identidade do homem de elite como uma pessoa culta.

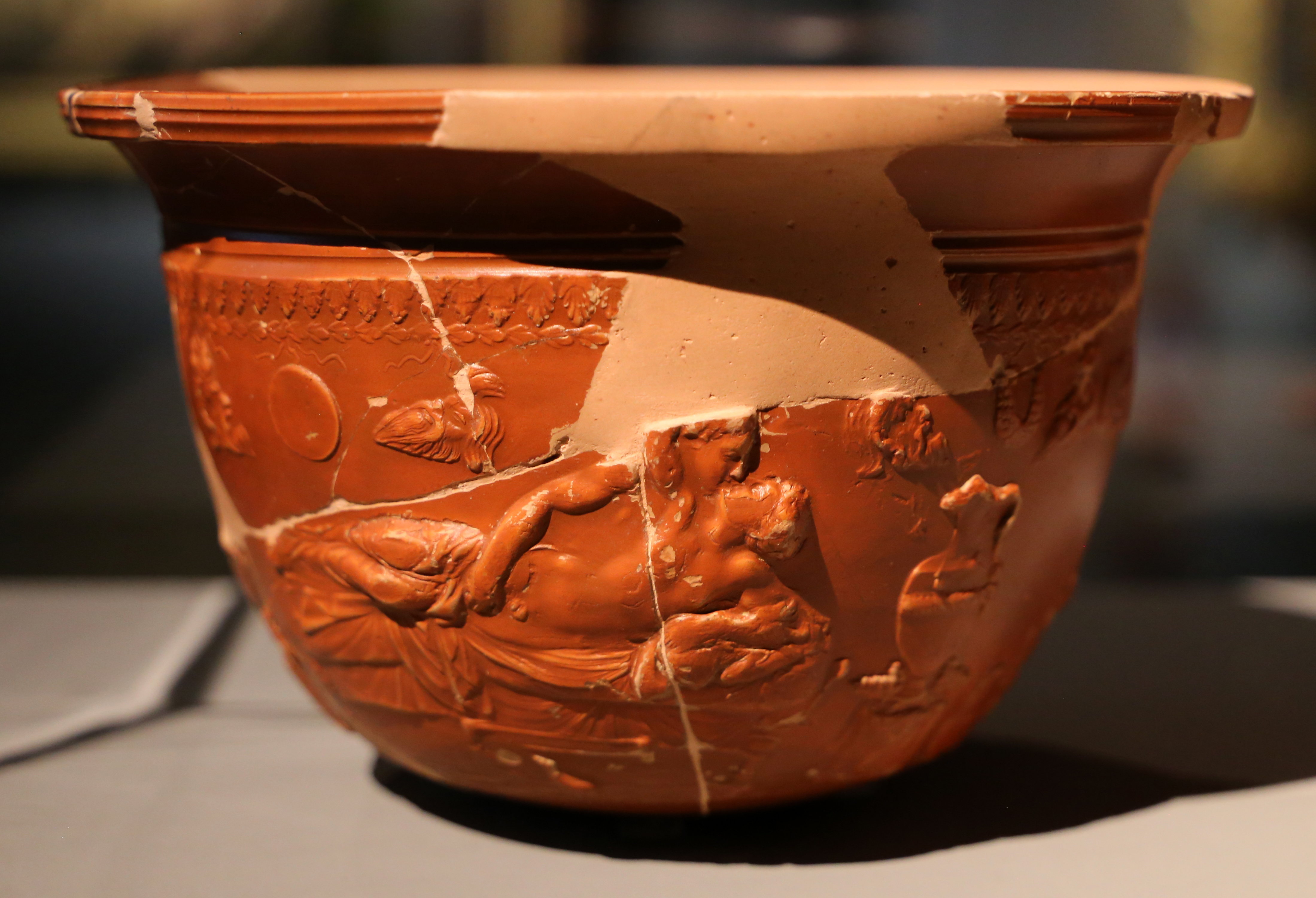
Taça Terra sigillata com cena erótica. 1º século a.C. - 1º d.C

Os temas homoeróticos são introduzidos na literatura latina durante um período de crescente influência grega na cultura romana no século II a.C.. As atitudes culturais gregas diferiam daquelas dos romanos principalmente na idealização de eros entre cidadãos homens nascidos livres de status igual, embora geralmente com uma diferença de idade (ver "Pederastia na Grécia Antiga"). Um apego a um homem fora da família, visto como uma influência positiva entre os gregos, dentro da sociedade romana ameaçava a autoridade do paterfamilias. Como as mulheres romanas eram ativas na educação de seus filhos e se misturavam socialmente com os homens, e as mulheres das classes governantes frequentemente continuavam a aconselhar e influenciar seus filhos e maridos na vida política, a homossocialidade não era tão difundida em Roma quanto na Atenas clássica onde se acredita ter contribuído para as particularidades da cultura pederástica.
Na era imperial, um aumento percebido no comportamento homossexual passivo entre os homens livres foi associado a ansiedades sobre a subordinação da liberdade política ao imperador e levou a um aumento nas execuções e punições corporais. A licenciosidade e a decadência sexual sob o império foram vistas como fator contribuinte e sintoma da perda dos ideais de integridade física (libertas) sob a República.

## Literatura e arte homoerótica
Amor ou desejo entre homens é um tema muito frequente na literatura romana. Na avaliação de uma estudiosa moderna, Amy Richlin, dos poemas preservados até hoje, aqueles endereçados por homens a rapazes são tão comuns quanto aqueles endereçados a mulheres.
Entre as obras da literatura romana que podem ser lidas hoje, as de Plauto são as primeiras a sobreviver plenamente à modernidade e também as primeiras a mencionar a homossexualidade. Seu uso para tirar conclusões sobre costumes ou moral romanos, no entanto, é controverso porque essas obras são todas baseadas em originais gregos. No entanto, Craig A. Williams defende tal uso das obras de Plauto. Ele observa que a exploração homo e heterossexual de escravos, à qual há tantas referências nas obras de Plauto, raramente é mencionada na Nova Comédia Grega, e que muitos dos trocadilhos que fazem tal referência (e a obra de Plauto, sendo cômico, está cheio deles) só são possíveis em latim, e não podem, portanto, ser meras traduções do grego.

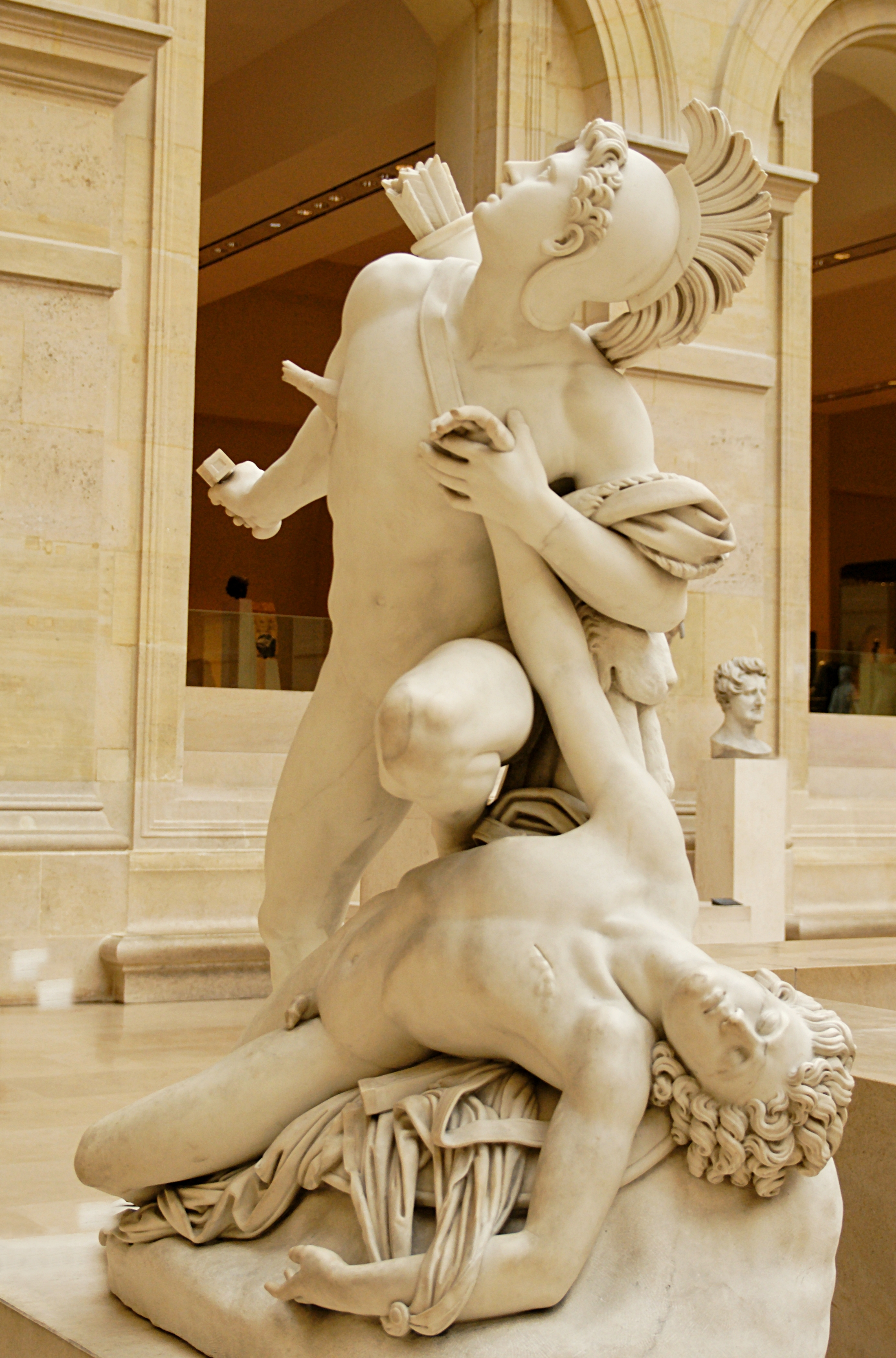
Retrato heróico de Nisus e Euryalus (1827) por Jean-Baptiste Roman: Vergil descreveu seu amor como piedoso de acordo com a moralidade romana

O cônsul Quinto Lutácio Cátulo estava entre um círculo de poetas que tornaram moda poemas helenísticos curtos e leves. Um de seus poucos fragmentos sobreviventes é um poema de desejo dirigido a um homem de nome grego. Na visão de Ramsay MacMullen, que é de opinião que, antes do dilúvio da influência grega, os romanos eram contra a prática da homossexualidade, a elevação da literatura e da arte gregas como modelos de expressão promoveu a celebração do homoerotismo como marca da uma pessoa urbana e sofisticada. A visão oposta é sustentada por Craig Williams, que critica a discussão de Macmullen sobre as atitudes romanas em relação à homossexualidade: ele chama a atenção para o fato de que os escritores romanos de poesia amorosa davam a seus amados pseudônimos gregos, independentemente do sexo do amado. Assim, o uso de nomes gregos em poemas romanos homoeróticos não significa que os romanos atribuíssem uma origem grega às suas práticas homossexuais ou que o amor homossexual só aparecesse como tema de celebração poética entre os romanos sob a influência dos gregos.
Referências ao desejo ou prática homossexual, de fato, também aparecem em autores romanos que escreveram em estilos literários vistos como originalmente romanos, ou seja, onde a influência de modas ou estilos gregos é menos provável. Numa farsa atelânica de autoria de Quintus Novius (um estilo literário visto como originalmente romano), é dito por um dos personagens que "todo mundo sabe que um rapaz é superior a uma mulher"; o personagem passa a listar atributos físicos, a maioria dos quais denotando o início da puberdade, que marca os rapazes quando eles são mais atraentes na visão do personagem. Também observado em outro lugar nos fragmentos de Novius é que o uso sexual de rapazes cessa depois que "suas bundas ficam peludas". Uma preferência por corpos masculinos lisos em vez de peludos também é reconhecida em outras partes da literatura romana (por exemplo, na Ode 4.10 de Horácio e em alguns epigramas de Marcial ou no Priapeia), e provavelmente era compartilhada pela maioria dos homens romanos da época.
Em uma obra de sátiras, outro gênero literário que os romanos viam como seu, Caio Lucílio, um poeta do século II a.C., faz comparações entre sexo anal com rapazes e sexo vaginal com mulheres; especula-se que ele pode ter escrito um capítulo inteiro em um de seus livros com comparações entre amantes de ambos os sexos, embora nada possa ser afirmado com certeza, pois o que resta de sua obra são apenas fragmentos.
Em outras sátiras, assim como nos epigramas eróticos e invectivos de Marcial, às vezes se nota a superioridade dos rapazes sobre as mulheres (por exemplo, em Juvenal 6). Outras obras do gênero (por exemplo, Juvenal 2 e 9, e uma das sátiras de Marcial) também dão a impressão de que a homossexualidade passiva estava tornando-se um modismo cada vez mais popular entre os homens romanos do primeiro século d.C., algo que é alvo de injúrias do autores das sátiras. A prática em si, porém, talvez não fosse nova, pois mais de cem anos antes desses autores, o dramaturgo Lúcio Pompônio escreveu uma peça, Prostibulum (O Prostituto), que hoje existe apenas em fragmentos, onde o personagem principal, um prostituto, proclama que faz sexo com clientes do sexo masculino também na posição ativa.

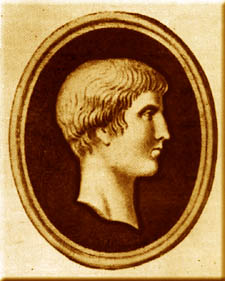
Poetas como Marcial (acima) e Juvenal se entusiasmavam com o amor de rapazes, mas eram hostis a homens adultos homossexuais passivos.

A "nova poesia" introduzida no final do século II incluía a de Gaius Valerius Catullus, cujo trabalho incluía expressar o desejo por um jovem nascido livre explicitamente chamado de "Juventude" (Iuventius). O nome latino e o status de nascido livre da amada subvertem a tradição romana. O Lucrécio contemporâneo de Catulo também reconhece a atração de "meninos" (pueri, que pode designar um parceiro submisso aceitável e não especificamente a idade). Temas homoeróticos ocorrem em todas as obras de poetas escritos durante o reinado de Augusto, incluindo elegias de Tibulo e Propércio, várias Éclogas de Virgílio, especialmente a segunda, e alguns poemas de Horácio. Na Eneida, Vergílio - que, de acordo com uma biografia escrita por Suetônio, tinha uma marcada preferência sexual por rapazes se baseia na tradição grega de pederastia em um ambiente militar, retratando o amor entre Nisus e Euryalus, cujo valor militar os marca como homens solidamente romanos (viri). Vergil descreve seu amor como piedoso, ligando-o à suprema virtude da pietas possuída pelo próprio herói Eneias, e endossando-o como "honroso, digno e conectado aos valores romanos centrais".
No final do período de Augusto, Ovídio, a principal figura literária de Roma, estava sozinho entre as figuras romanas ao propor uma agenda radicalmente nova focada no amor entre homens e mulheres: fazer amor com uma mulher é mais agradável, diz ele, porque ao contrário das formas de comportamento homossexual permitido na cultura romana, o prazer é mútuo. Mesmo o próprio Ovídio, no entanto, não reivindicou heterossexualidade exclusiva e incluiu tratamentos mitológicos do homoerotismo nas Metamorfoses, mas Thomas Habinek apontou que o significado da ruptura de Ovídio da erótica humana em preferências categóricas foi obscurecido na história da sexualidade por um viés heterossexual posterior na cultura ocidental.
Vários outros escritores romanos, no entanto, expressaram uma tendência a favor dos homens quando o sexo ou a companhia de homens e mulheres foram comparados, incluindo Juvenal, Luciano de Samósata, Estratão de Sardes, e o poeta Marcial, que muitas vezes ridicularizou as mulheres como parceiras sexuais e celebrou a encantos do pueri. Na literatura do período imperial, o Satyricon de Petrônio é tão permeado pela cultura do sexo masculino que nos círculos literários europeus do século 18, seu nome se tornou "um sinônimo de homossexualidade".

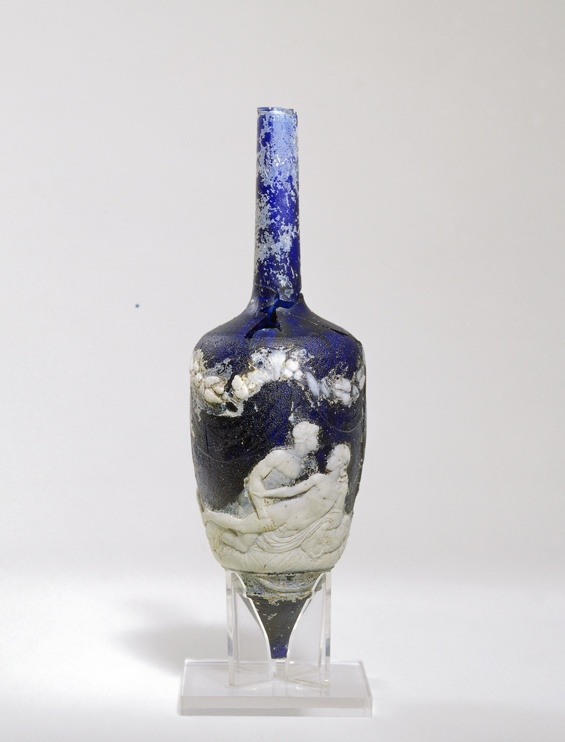
Frasco de perfume feito de camafeu, encontrado na necrópole romana de Ostippo (Espanha). O lado B da garrafa, mostrado acima, mostra dois jovens na cama. O lado A, não mostrado, mostra um homem e uma mulher. Da Coleção George Ortiz 25 a.C. - 14 d.C

### Sexo, arte e objetos do cotidiano
A homossexualidade aparece com muito menos frequência na arte visual de Roma do que em sua literatura. De várias centenas de objetos representando imagens de contato sexual - de pinturas de parede e lâmpadas a óleo a recipientes de vários tipos de material - apenas uma pequena minoria exibe atos entre homens e menos ainda entre mulheres.
A homossexualidade masculina ocasionalmente aparece em recipientes de vários tipos, desde xícaras e garrafas feitas de materiais caros, como prata e vidro camafeu, até tigelas produzidas em massa e de baixo custo feitas de cerâmica Arretine. Isso pode ser uma evidência de que as relações sexuais entre homens tiveram a aceitação não apenas da elite, mas também foram celebradas abertamente ou permitidas pelos menos ilustres, como sugerido também por grafites antigos.
Quando objetos inteiros, em vez de meros fragmentos, são desenterrados, cenas homoeróticas geralmente dividem espaço com fotos de casais de sexo oposto, o que pode ser interpretado como significando que heterossexualidade e homossexualidade (ou homossexualidade masculina, em qualquer caso) são de igual valor. A Warren Cup (discutida abaixo) é uma exceção entre os objetos homoeróticos: mostra apenas casais masculinos e pode ter sido produzida para celebrar um mundo de homossexualidade exclusiva.
O tratamento dispensado ao sujeito nesses vasos é idealizado e romântico, semelhante ao dispensado à heterossexualidade. A ênfase do artista, independentemente do sexo do casal retratado, está na afeição mútua entre os parceiros e na beleza de seus corpos.
Tal tendência distingue a arte homoerótica romana daquela dos gregos. Com algumas exceções, a pintura de vasos grega atribui desejo e prazer apenas ao parceiro ativo de encontros homossexuais, o erastes, enquanto o passivo, ou eromenos, parece fisicamente inerte e, às vezes, emocionalmente distante. Acredita-se agora que isso pode ser uma convenção artística provocada pela relutância por parte dos gregos em reconhecer abertamente que os homens gregos poderiam gostar de assumir um papel "feminino" em um relacionamento erótico; a reputação de tal prazer poderia ter consequências à imagem futura do ex-erômenos quando ele se tornasse adulto, e dificultar sua capacidade de participar da vida sócio-política da polis como um cidadão respeitável. Porque, entre os romanos, a homossexualidade normativa ocorria, não entre homens nascidos livres ou iguais sociais como entre os gregos, mas entre senhor e escravo, cliente e prostituta ou, em todo caso, entre superiores sociais e inferiores sociais, os artistas romanos podem paradoxalmente terem se sentido mais à vontade do que seus colegas gregos para retratar afeto mútuo e desejo entre casais masculinos. Isso também pode explicar por que a penetração anal é vista com mais frequência na arte homoerótica romana do que em sua contraparte grega, onde predomina a relação sexual sem penetração.

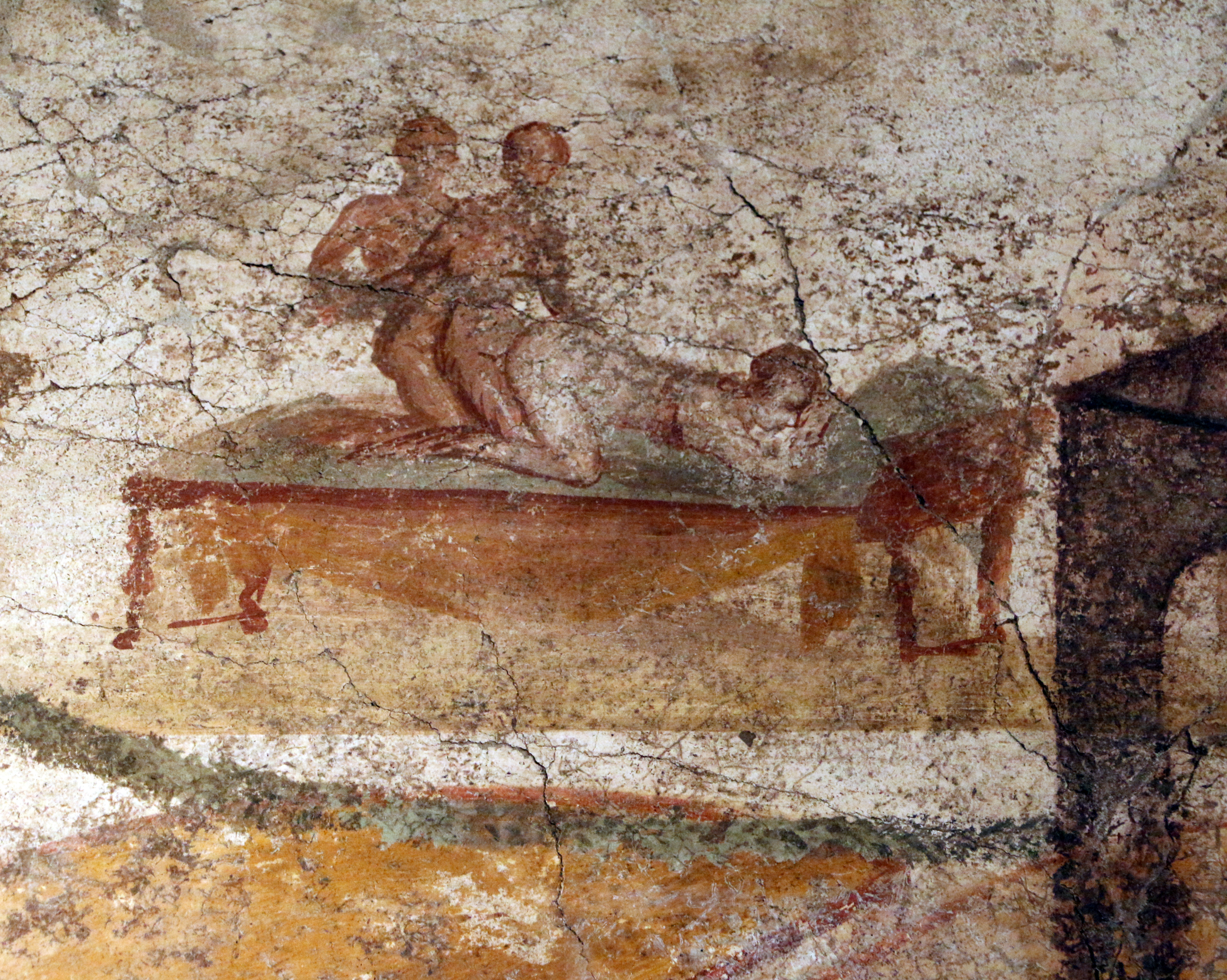
Trio dos banhos suburbanos em Pompéia, retratando um cenário sexual como descrito também por Cátulo, Carmen 56

Uma grande quantidade de pinturas murais de natureza sexual foram encontradas em ruínas de algumas cidades romanas, principalmente Pompéia, onde foram encontrados os únicos exemplos conhecidos até agora da arte romana retratando a união sexual entre mulheres. Um friso de um bordel anexo aos Suburban Baths, em Pompéia, mostra uma série de dezesseis cenas de sexo, três das quais mostram atos homoeróticos: trio bissexual com dois homens e uma mulher, relação sexual de um casal de mulheres usando uma cinta peniana e um quarteto com dois homens e duas mulheres participando de sexo anal homossexual, felação heterossexual e cunilíngua homossexual. (ver fotos)

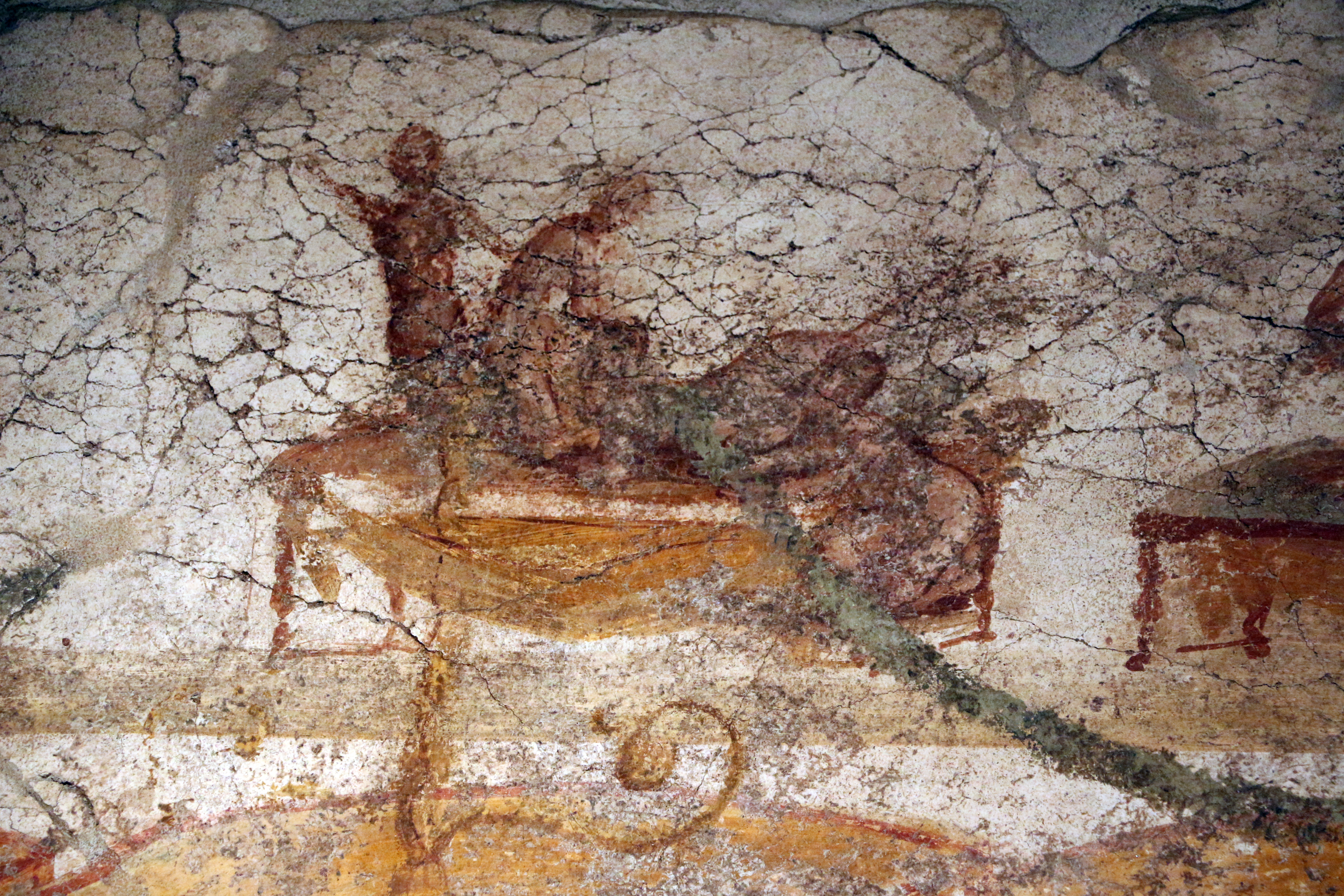
Cunnilingus, felação e sexo anal entre duas fêmeas e dois machos - mural. Banhos suburbanos, Pompeia

Ao contrário da arte dos vasos discutida acima, todas as dezesseis imagens no mural retratam atos sexuais considerados incomuns ou degradados de acordo com os costumes romanos: por exemplo, dominação sexual feminina sobre homens, sexo oral heterossexual, homossexualidade passiva por um homem adulto, lesbianismo e sexo em grupo. Portanto, sua representação pode ter a intenção de fornecer uma fonte de humor obsceno ao invés de excitação sexual para os visitantes do edifício.
O sexo a três na arte romana normalmente mostram dois homens penetrando em uma mulher, mas uma das cenas suburbanas mostra um homem entrando em uma mulher por trás enquanto ele, por sua vez, recebe sexo anal de um homem parado atrás dele. Este cenário é descrito também por Catulo, Carmen 56, que o considera engraçado. O homem no centro pode ser um cinaedus, um homem que gostava de receber sexo anal, mas que também era considerado sedutor para as mulheres. O sexo grupal também aparecem na arte romana, normalmente com dois homens e duas mulheres, às vezes em pares do mesmo sexo.
As atitudes romanas em relação à nudez masculina diferem daquelas dos antigos gregos, que consideravam representações idealizadas do homem nu. O uso da toga marcava o homem romano como um cidadão livre. As conotações negativas da nudez incluem a derrota na guerra, já que os cativos eram despojados, e a escravidão, já que os escravos à venda eram frequentemente exibidos nus.

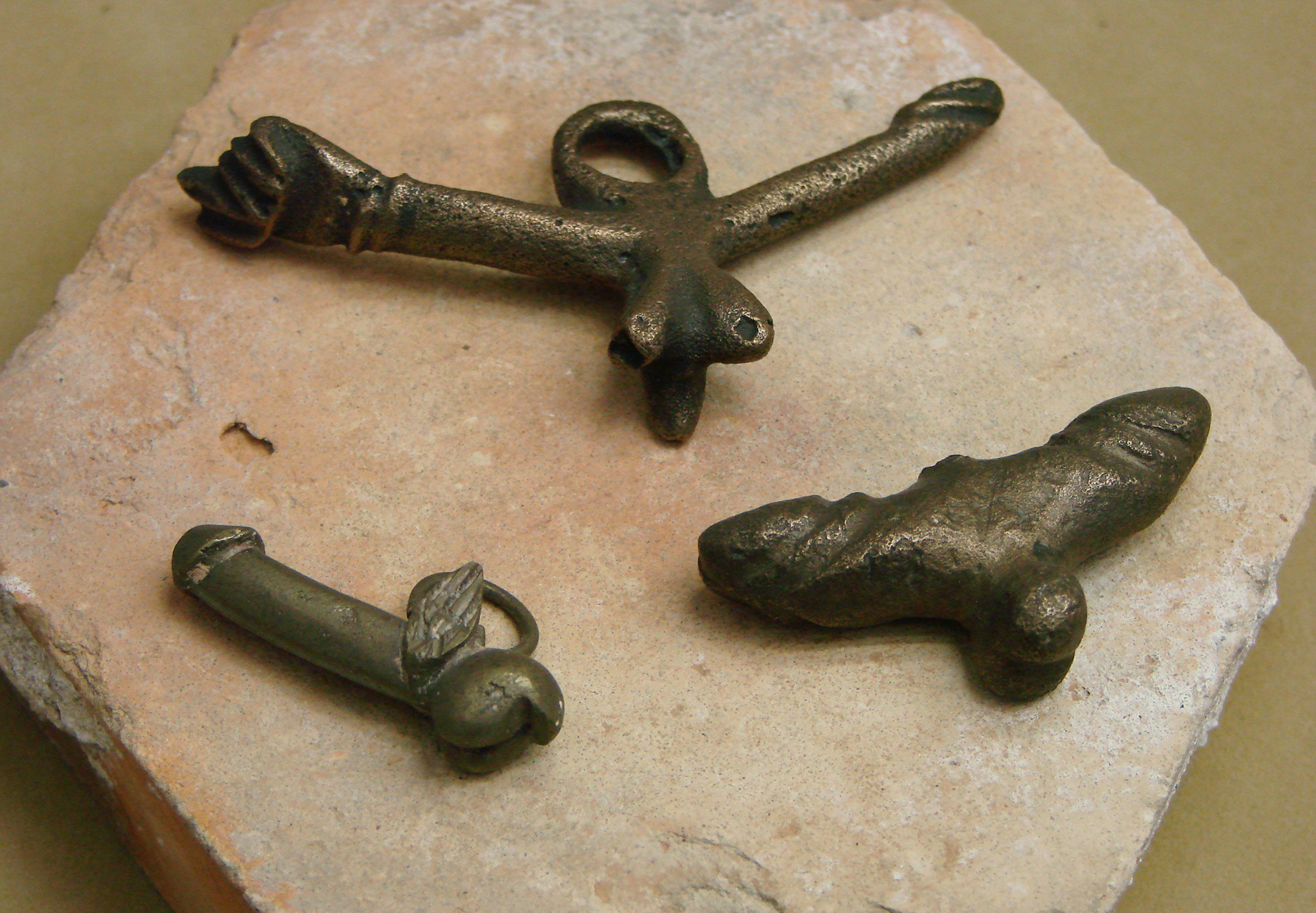
Gallo-romana exemplos de bronze do fascinum, um amuleto fálico ou amuleto

Ao mesmo tempo, o falo foi exibido onipresente na forma do fascinum, um feitiço mágico pensado para afastar forças malévolas; tornou-se uma decoração habitual, amplamente encontrada nas ruínas de Pompéia, especialmente na forma de espanta-espíritos (tintinnabula). O falo descomunal do deus Príapo pode originalmente ter servido a um propósito apotropaico, mas na arte é frequentemente visto como provocador de riso ou grotesco. A helenização, no entanto, influenciou a representação da nudez masculina na arte romana, levando a uma significação mais complexa do corpo masculino mostrado nu, parcialmente nu ou vestido com uma armadura muscular.

### Taça Warren

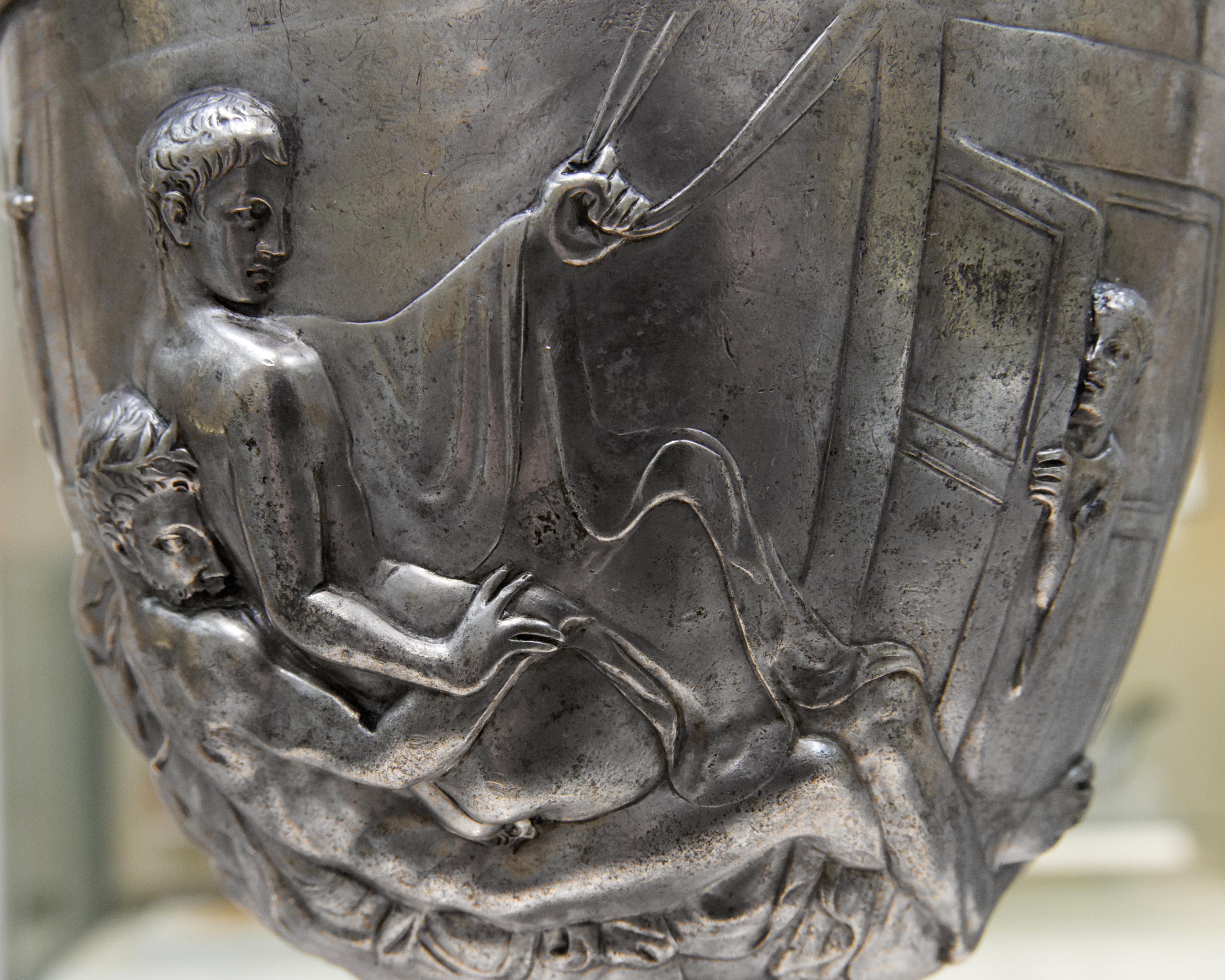
A Taça Warren, retratando um homem barbudo maduro e um jovem em seu lado "grego"

A Copa Warren é uma peça de prata de convívio, geralmente datada da época da dinastia júlio-claudiana (século I d.C.), que retrata duas cenas de sexo entre homens. Tem sido argumentado que os dois lados desta taça representam a dualidade da tradição pederástica em Roma, o grego em contraste com o romano. No lado "grego", um homem maduro e barbudo está penetrando em um homem jovem, mas musculoso, em uma posição de entrada por trás. O jovem, provavelmente com 17 ou 18 anos, se apega a um aparato sexual para manter uma posição sexual estranha ou desconfortável. Uma criança-escrava observa a cena furtivamente por uma porta entreaberta. O lado "romano" da xícara mostra um puer delicatus [fig., menino delicioso], de 12 a 13 anos, mantido para a relação sexual nos braços de um homem mais velho, barbeado e em forma. O pederasta barbudo pode ser grego, com um parceiro que participa mais livremente e com ar de prazer. Sua contraparte, que tem um corte de cabelo mais severo, parece ser romana e, portanto, usa um menino escravo; a coroa de murta que ele usa simboliza seu papel como um "conquistador erótico". A xícara pode ter sido projetada como um assunto de conversa para provocar o tipo de diálogo sobre ideais de amor e sexo que ocorreu em um simpósio grego.
Mais recentemente, a acadêmica Maria Teresa Marabini Moevs questionou a autenticidade da taça, enquanto outros publicaram defesas de sua autenticidade. Marabini Moevs argumentou, por exemplo, que a taça provavelmente foi fabricada na virada dos séculos 19 e 20 e que supostamente representa percepções da homossexualidade greco-romana daquela época, enquanto os defensores da legitimidade da taça destacaram alguns sinais de corrosão antiga e o fato de que uma vasilha fabricada no século 19, teria sido feita de prata pura, enquanto a Warren Cup tem um nível de pureza igual ao de outras vasilhas romanas. Para resolver essa questão, o Museu Britânico, que detém o utensílio, realizou uma análise química em 2015 para determinar a data de sua produção. A análise concluiu que os talheres foram realmente feitos na antiguidade clássica.

## Sexo entre homens

### Papéis
Um homem ou menino que assumia o papel "receptivo" no sexo era chamado de várias maneiras: cinaedus, pathicus, exoletus, concubinus (concubina masculina), spint(h)ria ("analista"), puer ("menino"), pullus ("pintinho "), pusio, delicatus (especialmente na frase puer delicatus, "requintado" ou "menino delicado"), mollis ("suave", usado mais geralmente como uma qualidade estética contrária à masculinidade agressiva), tener ("delicado"), debilis ("fraco" ou "deficiente"), effeminatus, discinctus ("cinto frouxo"), pisciculi e morbosus ("doente"). Como Amy Richlin notou, "'gay' não é exato, 'penetrado' não é autodefinido, 'passivo' conota enganosamente inação" ao traduzir este grupo de palavras para o inglês.

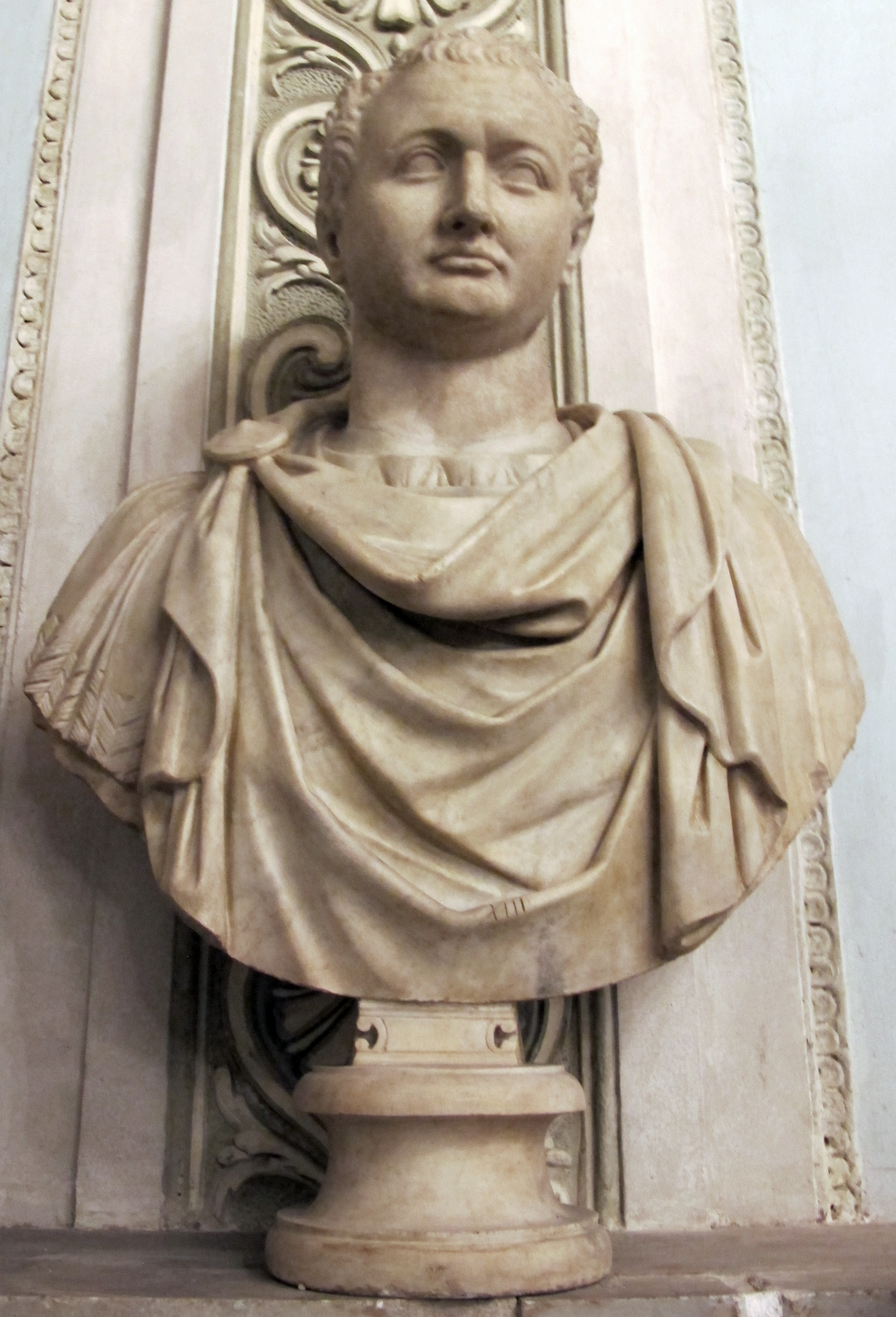
De acordo com Suetônio, o imperador Titus (acima) manteve um grande número de exoleti (veja abaixo) e eunucos à sua disposição

Alguns termos, como exoletus, se referem especificamente a um adulto; Os romanos que eram socialmente marcados como "masculinos" não limitavam sua penetração em prostitutos ou escravos do mesmo sexo aos "rapazes" com menos de 20 anos. Alguns homens mais velhos podem ter preferido às vezes o papel passivo. Martial descreve, por exemplo, o caso de um homem mais velho que desempenhou o papel passivo e deixou um escravo mais jovem ocupar o papel ativo. O desejo de um homem adulto de ser penetrado era considerado uma doença (morbus); o desejo de penetrar em um belo jovem era considerado normal.

#### Cinaedus
Cinaedus é uma palavra pejorativa que denota um homem com desvio de gênero; sua escolha de atos sexuais, ou preferência por parceiro sexual, era secundária a suas deficiências percebidas como um "homem" (vir). Catulo dirige a calúnia cinaedus a seu amigo Fúrio em seu notoriamente obsceno Pedicabo ego vos et irrumabo. Embora em alguns contextos cinaedus possa denotar um homem analmente passivo e seja a palavra mais frequente para um homem que se permitiu ser penetrado analmente, um homem chamado cinaedus também pode fazer sexo e ser considerado altamente atraente para as mulheres. Cinaedus não é equivalente ao vulgarismo inglês "faggot", exceto que ambas as palavras podem ser usadas para ridicularizar um homem considerado deficiente em masculinidade ou com características andróginas que as mulheres podem achar sexualmente atraentes.
As roupas, o uso de cosméticos e os maneirismos de um cinaedus o marcavam como efeminado, mas a mesma efeminação que os homens romanos poderiam achar atraente em um puer se tornava pouco atraente no homem fisicamente maduro. O cinaedus, portanto, representava a ausência do que os romanos consideravam a verdadeira masculinidade, e a palavra é praticamente intraduzível para o inglês.
Originalmente, um cinaedus (grego kinaidos) era um dançarino profissional, caracterizado como não romano ou "oriental"; a própria palavra pode vir de uma língua da Ásia Menor. Sua performance apresentava toques de pandeiro e movimentos das nádegas que sugeriam sexo anal. Os Cinaedocolpitae, uma tribo árabe registrada em fontes greco-romanas dos séculos II e III, pode ter um nome derivado desse significado.

#### Concubinus

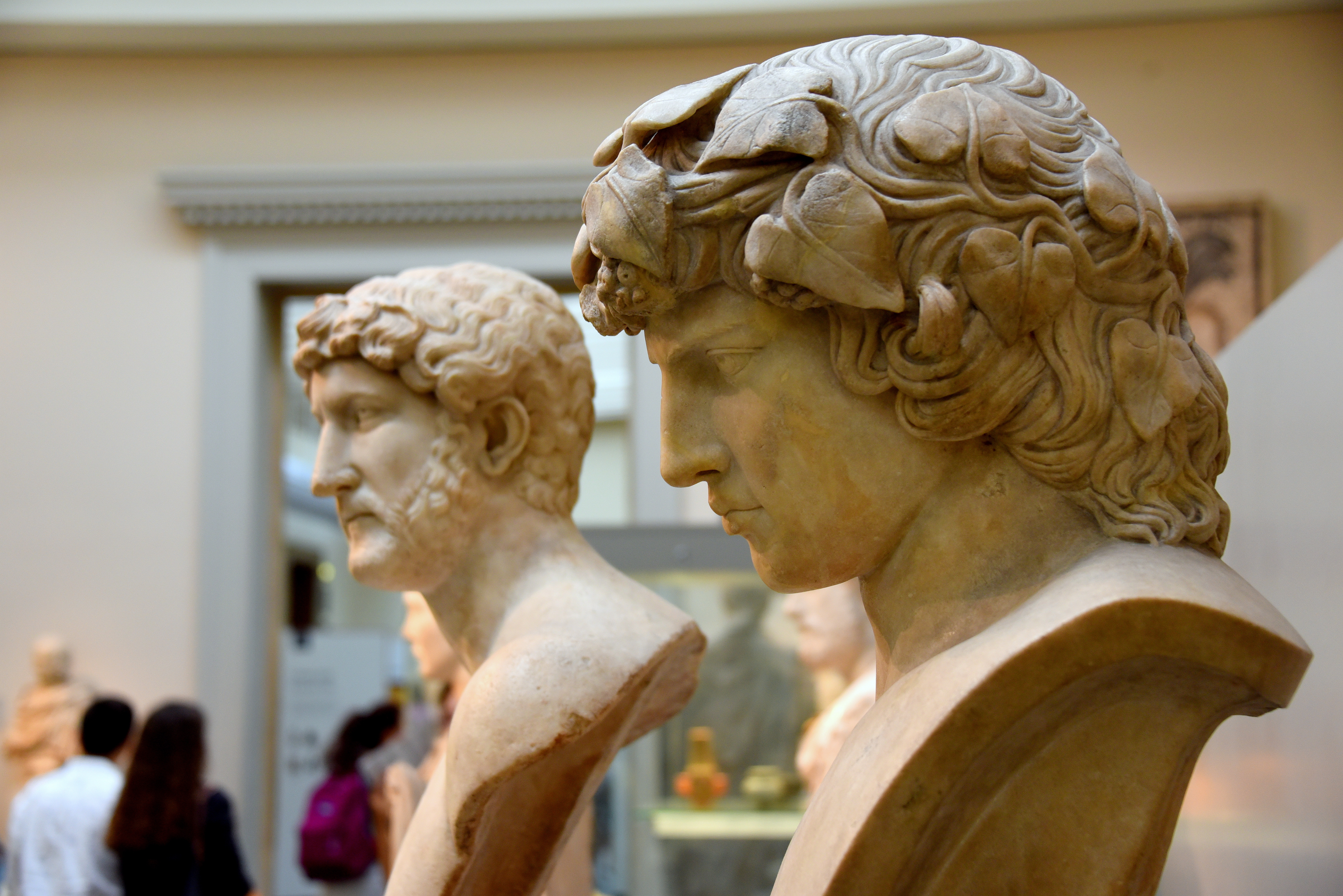
O jovem Antínoo era provavelmente o parceiro principal do imperador Adriano (ambos retratados acima), apesar do fato de que o último era casado

Alguns homens romanos mantinham um concubino masculino (concubino, "aquele que se deita com; companheiro de cama") antes de se casarem com uma mulher. Eva Cantarella descreveu esta forma de concubinato como "uma relação sexual estável, não exclusiva, mas privilegiada". Dentro da hierarquia dos escravos domésticos, o concubino parece ter sido considerado detentor de um status especial ou elevado que era ameaçado pela introdução de uma esposa. Em um hino de casamento, Catulo retrata o concubino do noivo como ansioso sobre seu futuro e com medo do abandono. Seu cabelo comprido será cortado e ele terá que recorrer às escravas para obter gratificação sexual - indicando que se espera que ele faça a transição de um objeto sexual receptivo para alguém que realiza sexo penetrativo. O concubino pode ter filhos com mulheres da casa, não excluindo a esposa (pelo menos em injúria). Os sentimentos e a situação do concubino são tratados como significativos o suficiente para ocupar cinco estrofes do poema de casamento de Catulo. Ele desempenha um papel ativo nas cerimônias, distribuindo as nozes tradicionais que os meninos jogam (como arroz ou alpiste na tradição ocidental moderna).
A relação com um concubino pode ser discreta ou mais aberta: concubinas masculinas às vezes iam a jantares com o homem de quem eram companheiros.[94] Marcial até sugere que um concubino premiado pode passar de pai para filho como uma herança especialmente cobiçada. Um oficial militar em campanha pode ser acompanhado por um concubino. Como o catamite ou puer delicatus, o papel do concubino era regularmente comparado ao de Ganimedes, o príncipe troiano raptado por Júpiter (Zeus grego) para servir como seu copeiro.
A concubina, uma mulher concubina que poderia ser livre, tinha um status legal protegido sob a lei romana, mas o concubino não, já que ele era tipicamente um escravo.

#### Exoletus

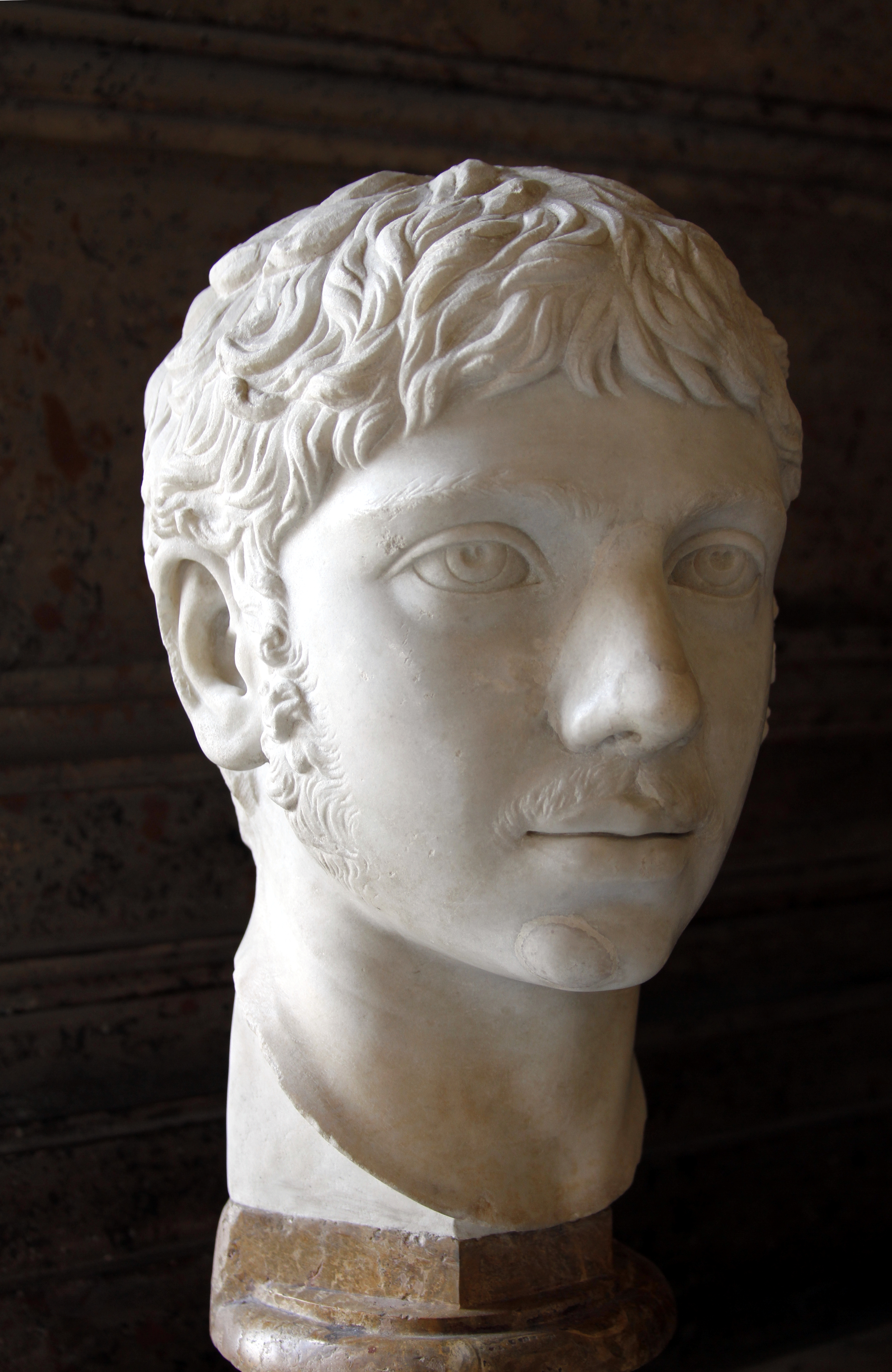
Chefe do Imperador Elagabalus, disse ter se cercado com exoleti

Exoletus (pl. exoleti) é a forma do particípio passado do verbo exolescere, que significa "crescer" ou "envelhecer". O termo denota um prostituto que serve outra sexualmente, apesar do fato de que ele próprio já passou de seu auge, de acordo com os gostos eféticos do homoerotismo romano. Embora se esperasse que os homens adultos assumissem o papel de "penetradores" em seus casos amorosos, tal restrição não se aplicava aos exoleti. Em seus textos, Pompônio e Juvenal incluíram personagens que eram prostitutos adultos do sexo masculino e tinham como clientes cidadãos do sexo masculino que procuravam seus serviços para que pudessem assumir um papel "feminino" na cama (ver acima). Em outros textos, porém, os exoleti adotam uma posição receptiva.
A relação entre o exoletus e seu parceiro poderia começar quando ele ainda era um rapaz e o caso se estendeu até a idade adulta. É impossível dizer com que frequência isso acontecia. Pois mesmo que houvesse um vínculo estreito entre o casal, a expectativa social geral era de que os casos pederásticos terminariam assim que o parceiro mais jovem deixasse crescer os pelos faciais. Assim, quando Marcial celebra em dois dos seus epigramas (1.31 e 5.48) a relação do seu amigo, o centurião Aulens Pudens, com o seu escravo Encolpos, o poeta mais do que uma vez dá voz à esperança de que a barba deste último venha tarde, por isso que o romance entre os dois dure muito. Continuar o caso além desse ponto poderia resultar em danos à reputação do mestre. Alguns homens, no entanto, insistiram em ignorar essa convenção.
Exoleti aparecem com certa frequência em textos latinos, tanto ficcionais quanto históricos, ao contrário da literatura grega, sugerindo talvez que o sexo entre homens adultos era mais comum entre os romanos do que entre os gregos. Fontes antigas atribuem o amor ou a preferência por exoleti (usando este ou termos equivalentes) a várias figuras da história romana, como o tribuno Clódio, os imperadores Tibério, Galba, Tito, e Heliogábalo, além de outras figuras encontradas em anedotas, contadas por escritores como Tácito, sobre cidadãos mais comuns.

#### Pathicus

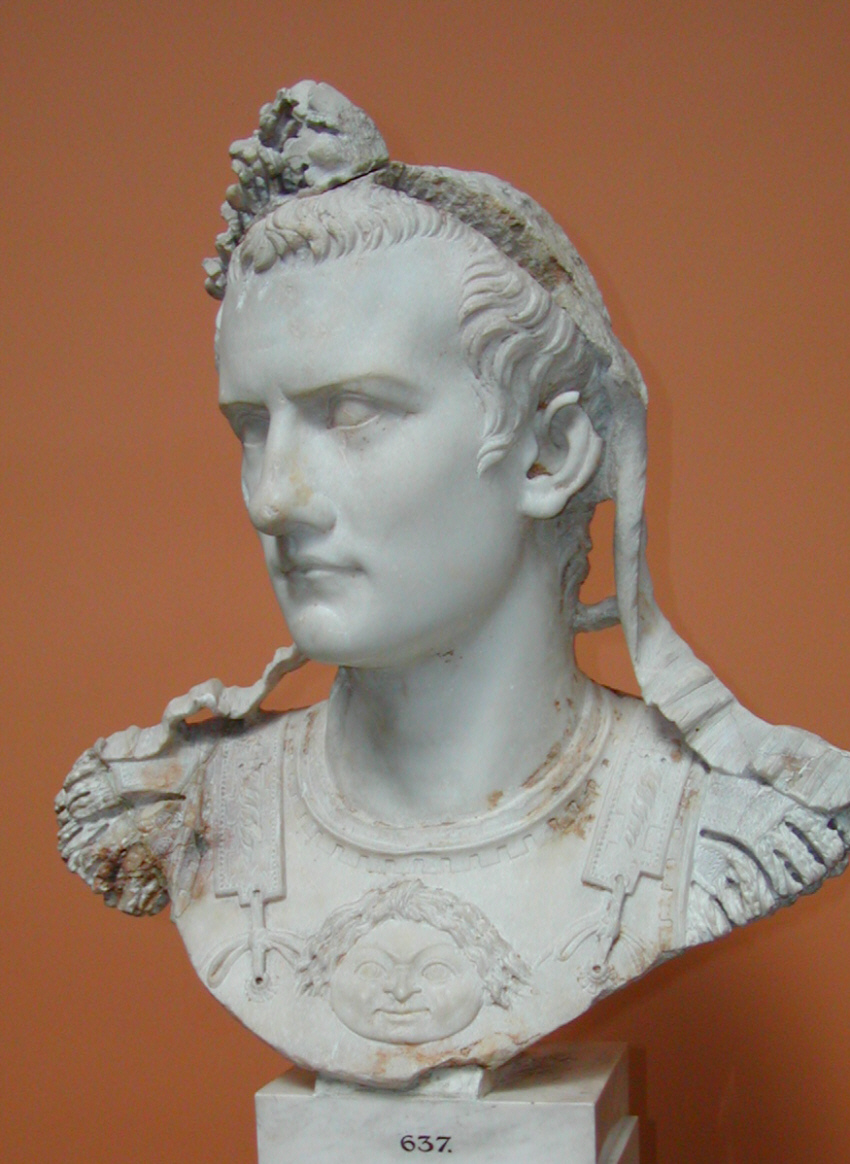
Um jovem aristocrata chamado Valerius Catullus se gabava de penetrar o imperador Calígula (acima) durante uma longa sessão íntima

Pathicus era uma palavra "contundente" para um homem que foi penetrado sexualmente. Derivava do adjetivo grego não atestado pathikos, do verbo paskhein, equivalente ao depoente latino patior, pati, passus, "submeter-se, submeter-se a, suportar, sofrer". A palavra "passivo" deriva do latim passus.
Pathicus e cinaedus muitas vezes não são distinguidos no uso por escritores latinos, mas cinaedus pode ser um termo mais geral para um homem que não está em conformidade com o papel de vir, um "homem de verdade", enquanto pathicus denota especificamente um homem adulto que assume o papel sexualmente receptivo. Um pathus não era um "homossexual" como tal. Sua sexualidade não era definida pelo gênero da pessoa que o usava como receptáculo para o sexo, mas sim pelo desejo de ser assim usado. Como na cultura romana um homem que penetra outro homem adulto quase sempre expressa desprezo ou vingança, o pathus pode ser visto como mais parecido com o masoquista sexual em sua experiência de prazer. Ele pode ser penetrado por via oral ou anal por um homem ou por uma mulher com um vibrador, mas não demonstrou desejo de penetração nem de ter seu próprio pênis estimulado. Ele também pode ser dominado por uma mulher que o obriga a praticar a cunilíngua.

#### Puer
No discurso da sexualidade, puer ("menino") era tanto um papel quanto uma faixa etária. Tanto puer quanto o equivalente feminino puella, "garota", podem se referir à parceira sexual de um homem, independentemente da idade. Como designação de idade, o puer nascido livre fazia a transição da infância por volta dos 14 anos, quando assumia a "toga da masculinidade", mas tinha 17 ou 18 anos antes de começar a participar da vida pública. Um escravo nunca seria considerado um vir, um "homem de verdade"; ele seria chamado de puer, "menino", ao longo de sua vida. Pueri pode ser "funcionalmente intercambiável" com mulheres como receptáculos para sexo, mas menores de idade nascidos livres eram estritamente proibidos. Acusar um homem romano de ser o "menino" de alguém era um insulto que impugnava sua masculinidade, particularmente na arena política. O idoso cinedo ou um homem analmente passivo pode querer se apresentar como um puer.

##### Puer delicatus

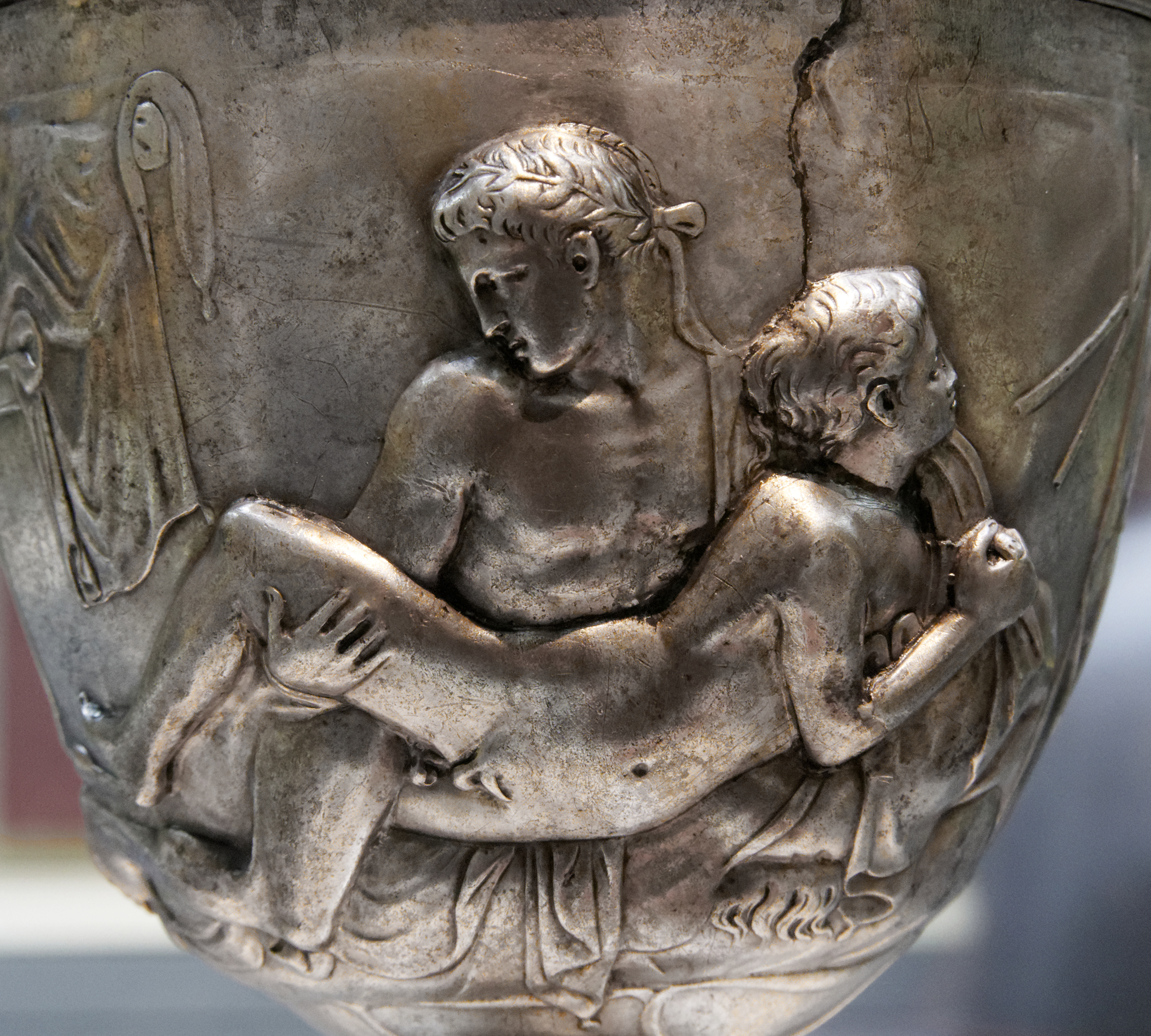
Lado "romano" da Taça Warren, com o "conquistador erótico" coroado e seu puer delicatus ("menino delicado"). British Museum, Londres.

O puer delicatus era uma criança escrava "requintada" ou "delicada" escolhida por seu mestre por sua beleza como um "brinquedo de menino", também conhecido como deliciae ("doces" ou "delícias"). Ao contrário do grego nascido livre eromenos ("amado"), que era protegido por costumes sociais, o delicatus romano estava em uma posição física e moralmente vulnerável. A relação "coercitiva e exploradora" entre o mestre romano e o delicatus, que pode ser pré-adolescente, pode ser caracterizada como pedófila, em contraste com a paiderasteia grega.
Inscrições funerárias encontradas nas ruínas da casa imperial sob Augusto e Tibério também indicam que as delicias eram mantidas no palácio e que alguns escravos, homens e mulheres, trabalhavam como esteticistas para esses meninos. Um dos pueris de Augusto é conhecido pelo nome: Sarmentus.
O menino às vezes era castrado em um esforço para preservar suas qualidades juvenis; Caroline Vout afirma que o eunuco Sporus do imperador Nero, a quem ele castrou e se casou, pode ter sido um puer delicatus.
Pueri delicati pode ser idealizado em poesia e a relação entre ele e seu mestre pode ser pintada no que seu mestre via como cores fortemente românticas. Na coleção de poemas intitulada Silvae, Estácio compôs dois epitáfios (2.1 e 2.6) para comemorar a relação de dois de seus amigos com seus respectivos delicados após a morte deste último. Esses poemas foram argumentados para demonstrar que tais relacionamentos poderiam ter uma dimensão emocional, e é conhecido por inscrições em ruínas romanas que os homens poderiam ser enterrados com seus delicados, o que é evidência do grau de controle que os mestres não abririam mão deles, mesmo na morte, assim como de uma relação sexual em vida.

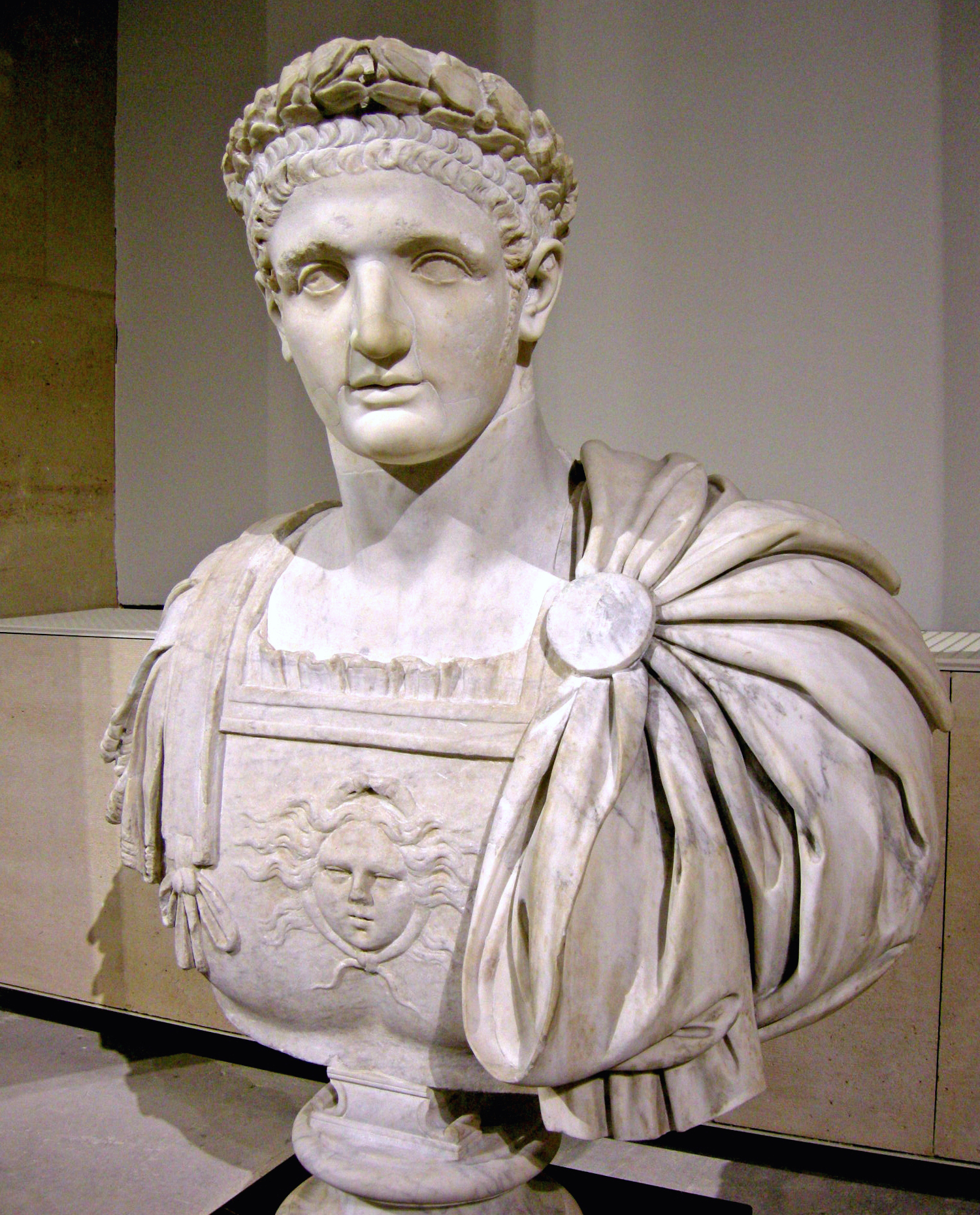
Imperador Domiciano

Tanto Marcial quanto Estácio em vários poemas celebram o liberto Earino, um eunuco, e sua devoção ao imperador Domiciano. Estácio chega a descrever esse relacionamento como um casamento (3.4).
Nas elegias eróticas de Tibullus, o delicatus Marathus usa roupas luxuosas e caras. A beleza do delicatus era medida pelos padrões apolíneos, especialmente no que diz respeito aos seus longos cabelos, que deveriam ser ondulados, louros e perfumados. O tipo mitológico do delicatus foi representado por Ganimedes, o jovem troiano raptado por Júpiter (Grego Zeus) para ser seu divino companheiro e copeiro. No Satyricon, o liberto rico e insípido Trimálquio diz que, quando criança escrava, ele tinha sido um puer delicatus servindo tanto ao mestre quanto, secretamente, à dona da casa.

#### Pullus
Pullus era um termo para um animal jovem e, particularmente, um filhote de galinha. Era uma palavra afetuosa tradicionalmente usada para um menino (puer) que era amado por alguém "em um sentido obsceno".
O lexicógrafo Festo fornece uma definição e ilustra com uma anedota cômica. Quinto Fábio Máximo Eburno, um cônsul em 116 a.C. e mais tarde um censor conhecido por sua severidade moral, ganhou seu cognome que significa "marfim" (o equivalente moderno pode ser "porcelana") por causa de sua boa aparência (candor)). Eburnus teria sido atingido por um raio em suas nádegas, talvez uma referência a uma marca de nascença. Brincou-se que ele foi marcado como "o filhote de Júpiter" (pullus Iovis), já que o instrumento característico do rei dos deuses era o raio. Embora a inviolabilidade sexual dos homens menores de idade seja geralmente enfatizada, essa anedota é uma das evidências de que mesmo os jovens mais bem-nascidos podem passar por uma fase em que podem ser vistos como "objetos sexuais". Talvez reveladoramente, este mesmo membro da ilustre família fábia terminou sua vida no exílio, como punição por matar seu próprio filho por impudicitia.
O poeta galo-romano do século IV Ausonius registra a palavra pullipremo, "espremedor de pintinhos", que ele diz ter sido usada pelo satirista Lucílio.

#### Pusio
Pusio é etimologicamente relacionado a puer e significa "menino, rapaz". Frequentemente tinha uma conotação nitidamente sexual ou sexualmente humilhante. Juvenal indica que o pusio era mais desejável do que as mulheres porque era menos briguento e não exigia presentes de sua amante. Pusio também foi usado como um nome pessoal (cognome).

#### Scultimidonus
Scultimidonus ("doador [de bunda] imbecil") era uma gíria rara e "florida" que aparece em um fragmento do antigo satírico romano Lucílio. É glosado como "Aqueles que concedem gratuitamente seu scultima, isto é, seu orifício anal, que é chamado de scultima como se fosse das partes internas de prostitutas" (scortorum intima).

### Impudicitia
O substantivo abstrato impudicitia (adjetivo impudicus) era a negação de pudicitia, "moralidade sexual, castidade". Como uma característica dos homens, muitas vezes implica a vontade de ser penetrado. Dançar era uma expressão de impudicitia masculina.
A impudicícia pode estar associada a comportamentos em homens jovens que mantiveram um grau de atratividade juvenil, mas tinham idade suficiente para se comportar de acordo com as normas masculinas. Júlio César foi acusado de trazer a notoriedade da infâmia sobre si mesmo, quando tinha cerca de 19 anos, por assumir o papel passivo em um caso com o rei Nicomedes IV da Bitínia e, mais tarde, por muitos casos de adultério com mulheres. Sêneca, o Velho, observou que "a impudicícia é um crime para os nascidos livres, uma necessidade para os escravos, um dever para os libertos": o sexo masculino em Roma afirmava o poder do cidadão sobre os escravos, confirmando sua masculinidade.

### Subcultura
O latim tinha tantas palavras para homens fora da norma masculina que alguns estudiosos defendem a existência de uma subcultura homossexual em Roma; isto é, embora o substantivo "homossexual" não tenha equivalente direto em latim, fontes literárias revelam um padrão de comportamento entre uma minoria de homens livres que indica preferência ou orientação pelo mesmo sexo. Plauto menciona uma rua conhecida por prostitutos. Os banhos públicos também são referidos como um local para encontrar parceiros sexuais. Juvenal afirma que tais homens coçavam a cabeça com o dedo para se identificar.
Apuleio indica que os cinaedi podem formar alianças sociais para diversão mútua, como oferecer jantares. Em seu romance O Asno de Ouro, ele descreve um grupo que comprou e compartilhou um concubino em conjunto. Em uma ocasião, eles convidaram um jovem caipira "bem dotado" (rusticanus iuvenis) para sua festa, e se revezaram fazendo sexo oral nele.
Outros estudiosos, principalmente aqueles que argumentam a partir da perspectiva do "construcionismo cultural", sustentam que não há um grupo social identificável de homens que teriam se auto identificado como "homossexual" como uma comunidade.

### Casamento entre homens

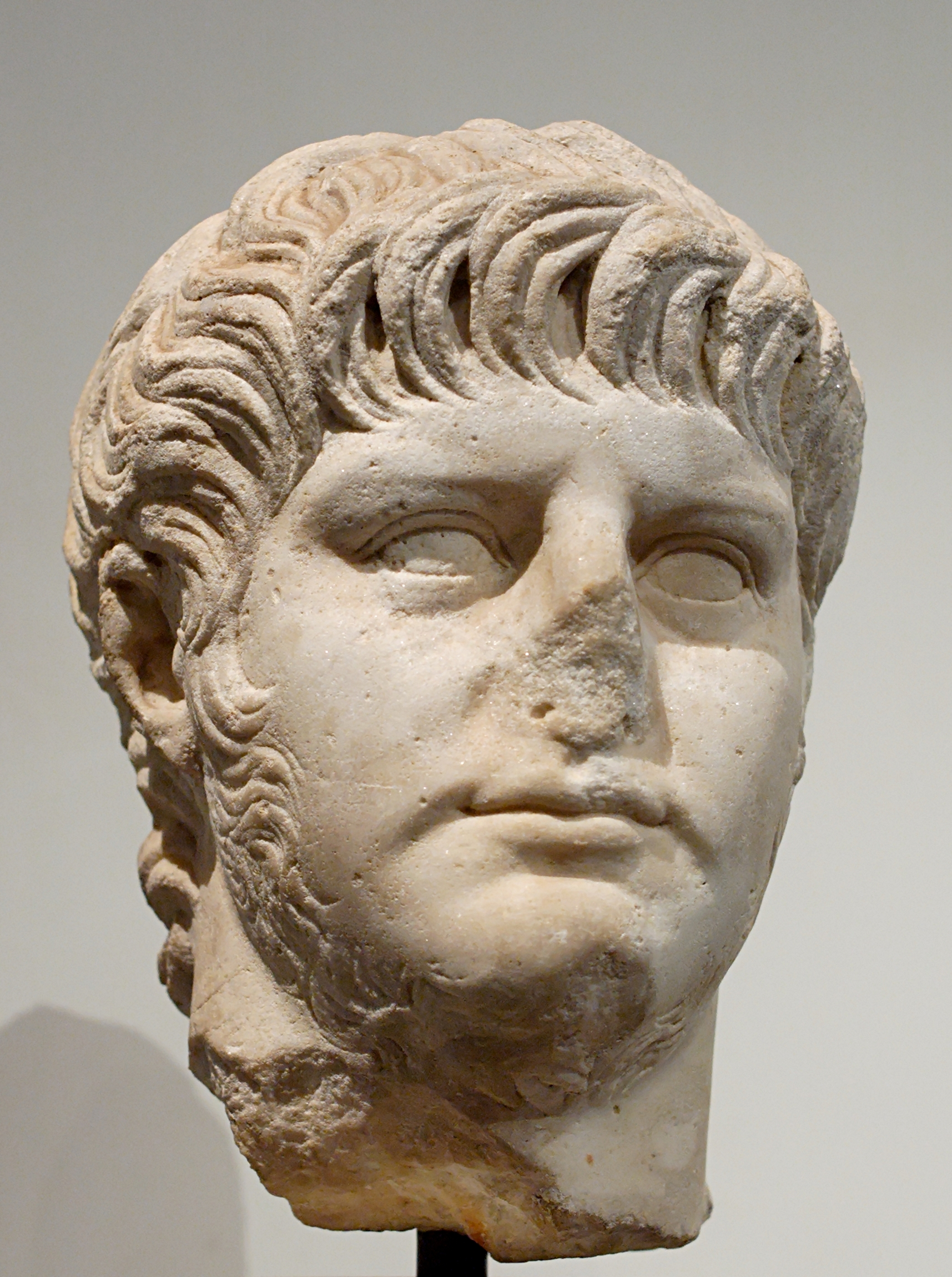
Imperador Nero

Embora em geral os romanos considerassem o casamento como uma união homem-mulher com o propósito de produzir filhos, alguns estudiosos acreditam que no início do período imperial alguns casais masculinos celebravam ritos tradicionais de casamento na presença de amigos. Casamentos entre homens são relatados por fontes que zombam deles; os sentimentos dos participantes não são registrados. Tanto Marcial quanto Juvenal se referem ao casamento entre homens como algo que ocorre com frequência, embora o desaprovem. A lei romana não reconhecia o casamento entre homens, mas um dos motivos de desaprovação expressos na sátira de Juvenal é que celebrar os ritos levaria a expectativas de que tais casamentos fossem registrados oficialmente. À medida que o império se tornava cristianizado no século IV, começaram a surgir proibições legais contra o casamento entre homens.
Várias fontes antigas afirmam que o imperador Nero celebrou dois casamentos públicos com homens, uma vez assumindo o papel de noiva (com o liberto Pitágoras) e outra de noivo (com Esporo); pode ter havido um terceiro em que ele era a noiva. As cerimônias incluíam elementos tradicionais como o dote e o uso do véu de noiva romano. No início do século III d.C., o imperador Heliogábalo teria sido a noiva em um casamento com seu parceiro. Outros homens maduros em sua corte tinham maridos, ou diziam que tinham maridos, imitando o imperador. Embora as fontes sejam geralmente hostis, Dio Cassius insinua que as apresentações de Nero no palco eram consideradas mais escandalosas do que seus casamentos com homens.
A referência mais antiga na literatura latina a um casamento entre homens ocorre nas Filípicas de Cícero, que insultou Marco Antônio por ser promíscuo em sua juventude até Curio "estabelecê-lo em um casamento fixo e estável (matrimonium), como se ele tivesse lhe dado uma estola", a vestimenta tradicional de uma mulher casada. Embora as implicações sexuais de Cícero sejam claras, o objetivo da passagem é lançar Antônio no papel submisso no relacionamento e impugnar sua masculinidade de várias maneiras; não há razão para pensar que ritos de casamento reais foram realizados.

### Estupro entre homens

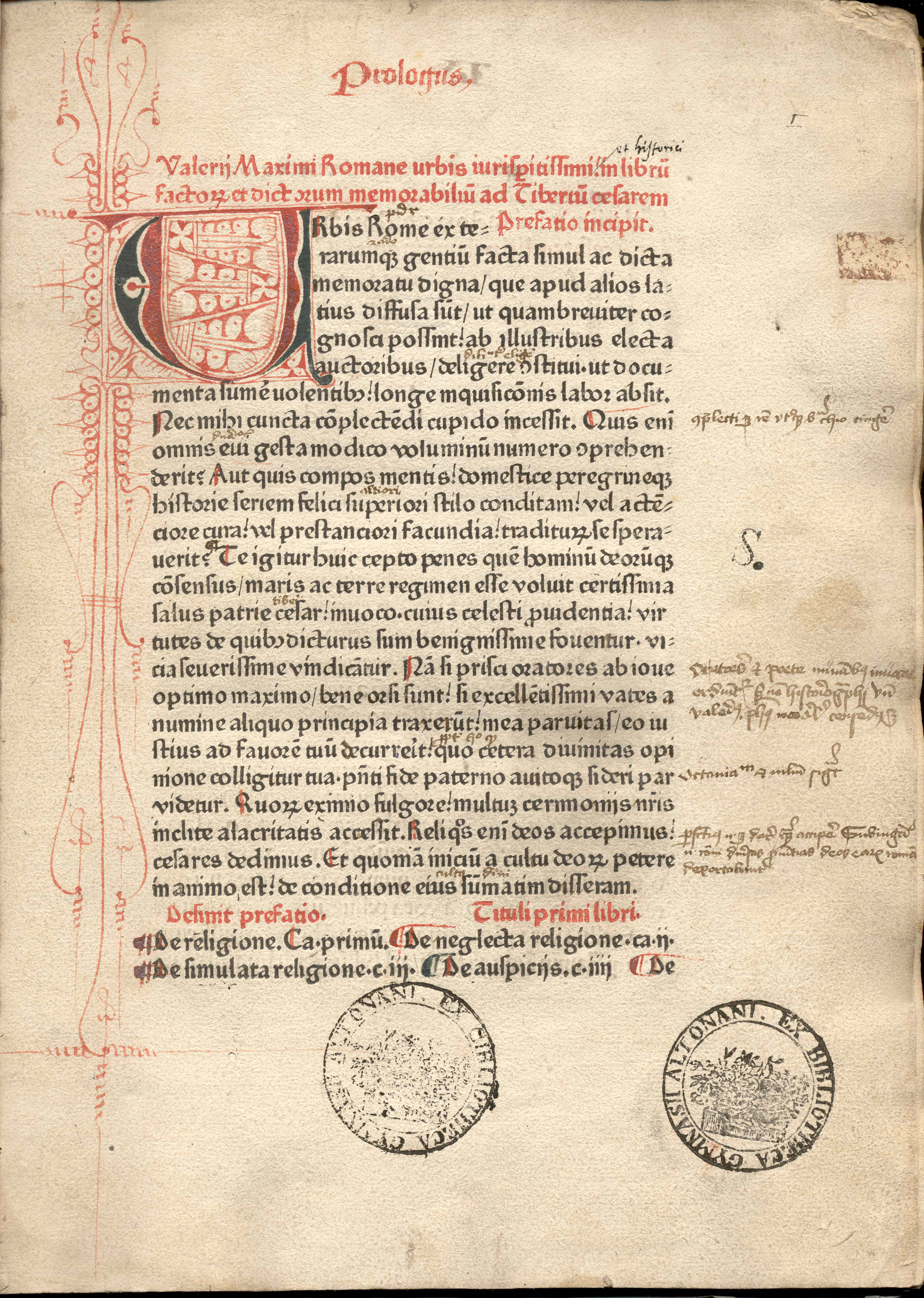
Página de um incunábulo de Valerius Maximus, Factorum ac dictorum memorabilium libri IX, impresso em vermelho e preto por Peter Schöffer (Mainz, 1471).

A lei romana tratava do estupro de um cidadão do sexo masculino já no século II a.C., quando se determinou que mesmo um homem "de má reputação e questionável" (famosus, relacionado a infamis e suspiciosus) tinha o mesmo direito que outros homens livres não tenham seu corpo submetido ao sexo forçado. A Lex Julia de vi publica, registrada no início do século III d.C., mas provavelmente datada da ditadura de Júlio César, definia estupro como sexo forçado contra "menino, mulher ou qualquer um"; o estuprador estava sujeito à execução, pena rara na lei romana. Homens que haviam sido estuprados estavam isentos da perda de posição legal ou social sofrida por aqueles que submetiam seus corpos ao uso para o prazer de outros; um prostituto ou artista do sexo masculino era infamis e excluído das proteções legais estendidas aos cidadãos em situação regular. Por lei, uma escrava não podia ser estuprada; ele era considerado propriedade e não legalmente uma pessoa. O dono do escravo, no entanto, poderia processar o estuprador por dano à propriedade.
O medo de estupro em massa após uma derrota militar se estendeu igualmente a potenciais vítimas masculinas e femininas. De acordo com o jurista Pompônio, "qualquer homem que tenha sido estuprado pela força de ladrões ou pelo inimigo em tempo de guerra" não deve carregar nenhum estigma".
A ameaça de um homem de submeter outro a estupro anal ou oral (irrumatio) é um tema de poesia invectiva, mais notavelmente na notória Carmen 16 de Catulo, e era uma forma de fanfarronice masculina. O estupro era uma das punições tradicionais infligidas a um homem adúltero pelo marido injustiçado, embora talvez mais na fantasia de vingança do que na prática.
Em uma coleção de doze anedotas que tratam de ataques à castidade, o historiador Valerius Maximus apresenta vítimas masculinas em número igual ao feminino. Em um caso de "julgamento simulado" descrito pelo velho Marco Aneu Sêneca, um adulescens (um homem jovem o suficiente para não ter começado sua carreira formal) foi estuprado por dez de seus colegas; embora o caso seja hipotético, Sêneca assume que a lei permitiu o julgamento bem-sucedido dos estupradores. Outro caso hipotético imagina o extremo a que uma vítima de estupro pode ser levada: o homem nascido livre (ingenui) que foi estuprado comete suicídio. Os romanos consideravam o estupro de um ingênuo um dos piores crimes que poderiam ser cometidos, junto com o parricídio, o estupro de uma virgem e o roubo de um templo.

### Relações entre homens nas forças armadas
Esperava-se que o soldado romano, como qualquer homem romano livre e respeitável de status, mostrasse autodisciplina em questões de sexo. Augusto (reinou de 27 a.C. a 14 d.C.) chegou a proibir os soldados de se casarem, uma proibição que permaneceu em vigor para o exército imperial por quase dois séculos. Outras formas de gratificação sexual disponíveis para os soldados eram prostitutas de qualquer gênero, escravos do sexo masculino, estupros de guerra e relações entre pessoas do mesmo sexo. O De Bello Hispaniensi, sobre a guerra civil de César na frente de batalha na Espanha romana, menciona um oficial que tem uma concubina masculina (concubinus) em campanha militar. O sexo entre outros soldados, no entanto, violava o decoro romano contra a relação sexual com outro homem nascido livre. Um soldado manteve sua masculinidade ao não permitir que seu corpo fosse usado para fins sexuais.
Na guerra, o estupro simbolizava a derrota, um motivo para o soldado não tornar seu corpo sexualmente vulnerável em geral. Durante a República, o comportamento homossexual entre os soldados estava sujeito a duras penas, incluindo a morte, como uma violação da disciplina militar. Políbio (século II a.C.) relata que a punição para um soldado que voluntariamente se submetesse à penetração era o fustuarium, espancamento até a morte.
Os historiadores romanos registram contos de advertência de oficiais que abusam de sua autoridade para coagir o sexo de seus soldados e então sofrem consequências terríveis. Os oficiais mais jovens, que ainda podem manter um pouco da atração adolescente que os romanos favoreciam nas relações homem-homem, foram aconselhados a reforçar suas qualidades masculinas não usando perfume, nem aparando as narinas e os pelos das axilas. Um incidente relatado por Plutarco em sua biografia de Marius ilustra o direito do soldado de manter sua integridade sexual, apesar da pressão de seus superiores. Um jovem recruta de boa aparência chamado Trebonius havia sido assediado sexualmente por um período de tempo por seu oficial superior, que por acaso era sobrinho de Marius, Gaius Lusius. Uma noite, depois de ter evitado avanços indesejados em várias ocasiões, Trebonius foi chamado à tenda de Lusius. Incapaz de desobedecer ao comando de seu superior, ele se viu objeto de uma agressão sexual e desembainhou sua espada, matando Lusius. Uma condenação por matar um policial normalmente resultava em execução. Quando levado a julgamento, ele foi capaz de apresentar testemunhas para mostrar que teve que se defender repetidamente de Lusius e "nunca prostituiu seu corpo para ninguém, apesar das ofertas de presentes caros". Marius não apenas absolveu Trebonius da morte de seu parente, mas deu a ele uma coroa por bravura.

### Atos sexuais
Além da relação sexual anal repetidamente descrita, o sexo oral era comum. Um grafite de Pompéia é inequívoco: "Secundus é um felator de rara habilidade" (Secundus felator rarus). Em contraste com a Grécia antiga, um pênis grande era um elemento importante na atratividade. Petronius descreve um homem com um pênis grande em um banheiro público. Vários imperadores são relatados de forma negativa por se cercarem de homens com grandes órgãos sexuais.
O poeta galo-romano Ausônio (século IV d.C.) faz uma piada sobre um trio masculino que depende de imaginar as configurações do sexo grupal:
"Três homens juntos na cama: dois estão pecando, dois pecaram contra."
"Isso não faz quatro homens?"
"Você está enganado: o homem de cada ponta é implicado uma vez, mas o do meio cumpre dupla função."
Em outras palavras, se alude à um 'trem': o primeiro homem penetra no segundo, que por sua vez penetra no terceiro. Os dois primeiros estão "pecando", enquanto os dois últimos estão sendo "pecados contra".

## Relações entre mulheres

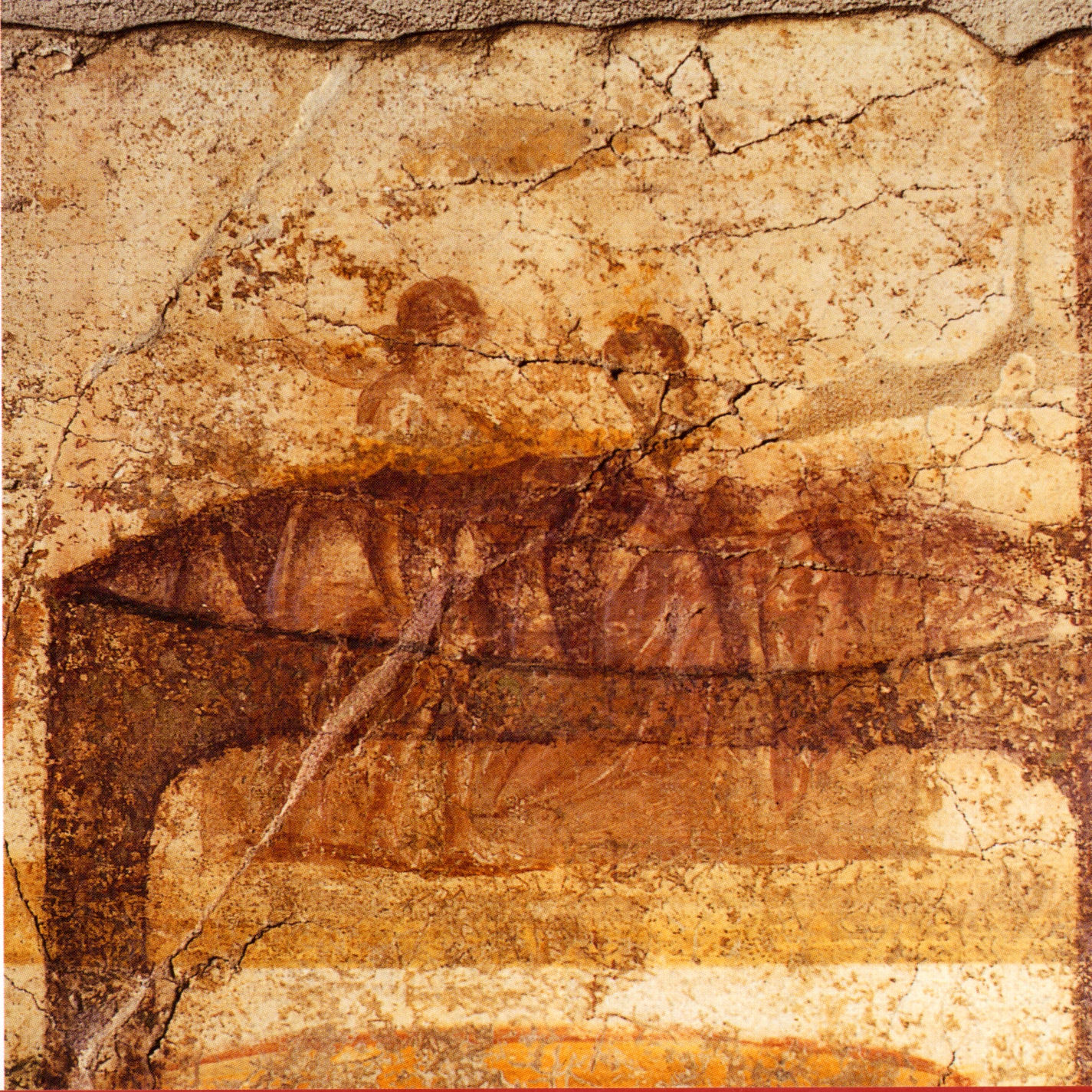
Casal feminino de uma série de pinturas eróticas no Suburban Baths, Pompéia

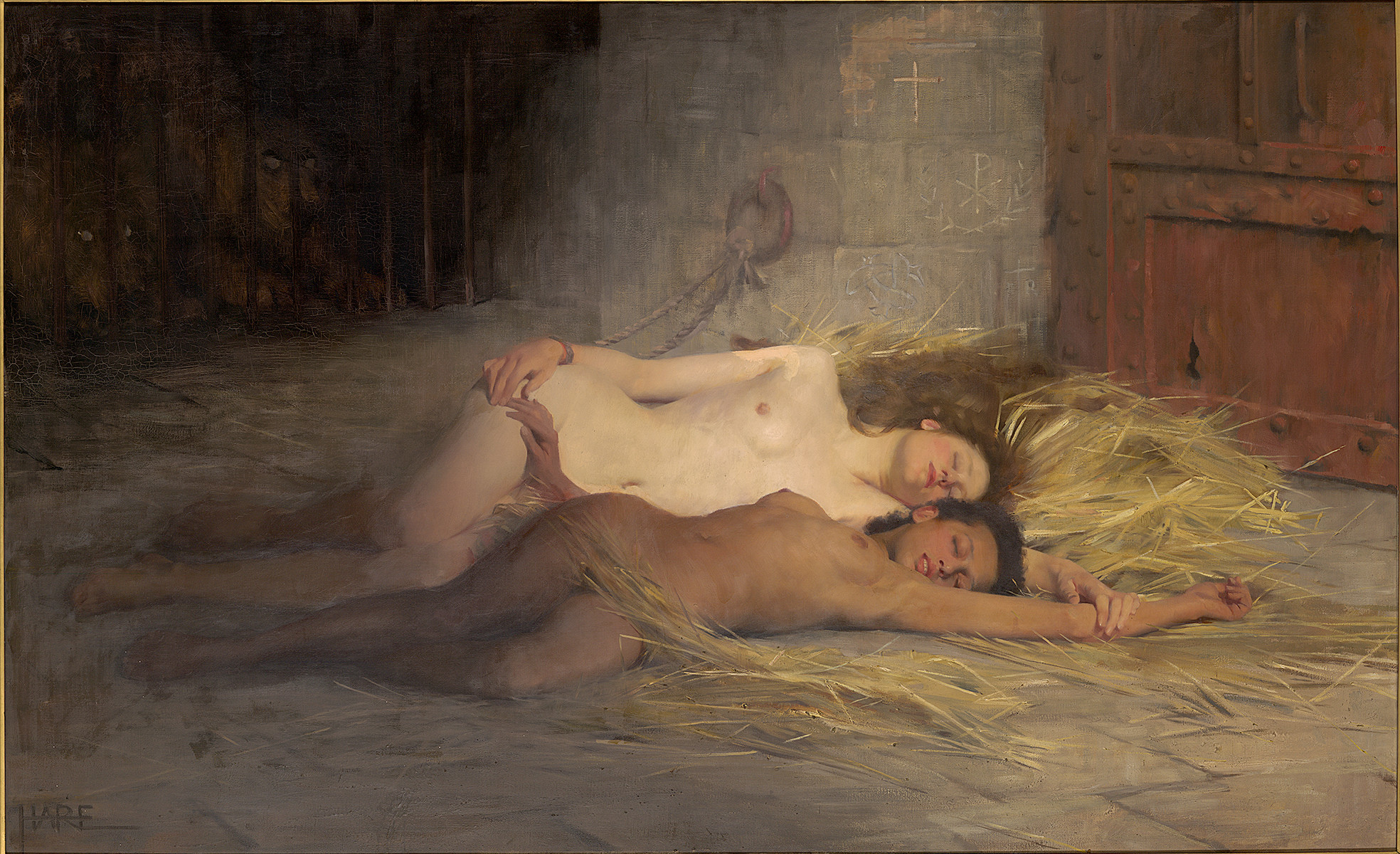
A Vitória da Fé de Saint George Hare retrata dois cristãos romanos na véspera de suas damnatio ad bestias. A pintura foi descrita por Kobena Mercer como retratando um casal de lésbicas interracial, comparando-a a Les Amis de Jules Robert Auguste.

As referências ao sexo entre mulheres são raras na literatura romana da República e início do Principado. Ovídio o considera "um desejo conhecido por ninguém, bizarro, novo... entre todos os animais, nenhuma fêmea é tomada pelo desejo de fêmea". Durante a era imperial romana, as fontes de relações entre mulheres do mesmo sexo, embora ainda raras, são mais abundantes, na forma de feitiços de amor, escritos médicos, textos sobre astrologia e interpretação de sonhos e outras fontes. Enquanto grafites escritos em latim por homens em ruínas romanas, comumente expressam desejo por homens e mulheres, grafites atribuídos a mulheres expressam esmagadoramente desejo apenas por homens, embora um grafite de Pompéia possa ser uma exceção, e foi lido por muitos estudiosos como descrevendo o desejo de uma mulher por outra:

Eu gostaria de poder segurar meu pescoço e abraçar os bracinhos, e levar beijos nos lábios macios. Vá em frente, boneca, e entregue suas alegrias ao vento; acredite em mim, a luz é a natureza dos homens.

Outras leituras, alheias ao desejo homossexual feminino, também são possíveis. De acordo com o estudioso de estudos romanos Craig Williams, os versos também podem ser lidos como "um solilóquio poético em que uma mulher pondera sobre suas próprias experiências dolorosas com os homens e se dirige a si mesma de maneira catulana; a tentação inicial de um abraço e beijos expressa um desejo retrospectivo por seu homem".
Palavras gregas para uma mulher que prefere sexo com outra mulher incluem hetairistria (comparável a hetaira, "cortesã" ou "companheira"), tribas (plural tribades) e Lesbia; As palavras latinas incluem a palavra emprestada tribas, fricatrix ("aquela que esfrega") e virago. Uma referência antiga às relações entre mulheres do mesmo sexo é encontrada no escritor grego da era romana Luciano (século II d.C.): "Eles dizem que há mulheres assim em Lesbos, de aparência masculina, mas não querem ceder para os homens. Em vez disso, eles se relacionam com mulheres, assim como os homens."
Como os romanos pensavam que um ato sexual exigia um parceiro ativo ou dominante que fosse "fálico", os escritores masculinos imaginavam que no sexo feminino-feminino uma das mulheres usaria um dildo ou teria um clitóris excepcionalmente grande para penetração, e que ela seria o alguém a estar experimentando prazer. Dildos raramente são mencionados em fontes romanas, mas eram um item cômico popular na literatura e arte grega clássica. Há apenas uma representação conhecida de uma mulher penetrando outra mulher na arte romana, enquanto mulheres usando consolos são comuns na pintura de vasos gregos.
Marcial descreve as mulheres que agem sexualmente ativamente com outras mulheres como tendo apetites sexuais descomunais e realizando sexo com penetração tanto em mulheres quanto em rapazes. Retratos imperiais de mulheres que sodomizam rapazes, bebem e comem como homens e se envolvem em regimes físicos vigorosos podem refletir ansiedades culturais sobre a crescente independência das mulheres romanas.

## Apresentação de gênero

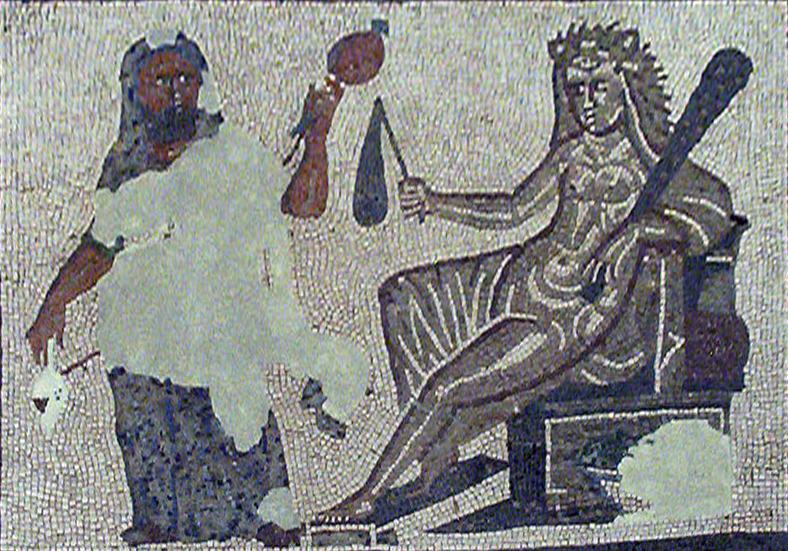
Hércules e Omphale travestidos (mosaico da Espanha romana, século III d.C.)

O cross-dressing aparece na literatura e na arte romana de várias maneiras para marcar as incertezas e ambiguidades de gênero:
- como invectiva política, quando um político é acusado de se vestir de forma sedutora ou efeminada;
- como um tropo mitológico, como na história de Hércules e Omphale trocando papéis e trajes;[202]
- como forma de investidura religiosa, como para o sacerdócio dos Galli;
- e raramente ou ambiguamente como travestismo fetichista.

Uma seção do Digest de Ulpiano categoriza as roupas romanas com base em quem pode usá-las apropriadamente: vestimenta virilia, "roupas masculinas", é definida como o traje do paterfamilias, "chefe da casa"; puerilia é a vestimenta que não serve para nada além de marcar seu usuário como "criança" ou menor; muliebria são as vestimentas que caracterizam uma materfamilias; communia, aqueles que são "comuns", isto é, usados por ambos os sexos; e familiarica, roupas para a familia, os subordinados de uma casa, incluindo empregados e escravos. Um homem que usasse roupas femininas, observa Ulpiano, correria o risco de se tornar objeto de escárnio. As prostitutas eram as únicas mulheres na Roma antiga que usavam a toga distintamente masculina. O uso da toga pode sinalizar que as prostitutas estavam fora da categoria social e legal normal de "mulher".
Um fragmento do dramaturgo Lúcio Ácio (170–86 a.C.) parece se referir a um pai que usava secretamente "um adorno da virgem". Um exemplo de travestismo é observado em um caso legal, no qual "um certo senador acostumado a usar roupas de noite femininas" estava se desfazendo das roupas em seu testamento. No exercício de "julgamento simulado" apresentado pelo ancião Sêneca, o jovem (adulescens) foi estuprado enquanto usava roupas femininas em público, mas seu traje é explicado como sua atuação em um desafio de seus amigos, não como uma escolha baseada na identidade de gênero ou na busca do prazer erótico.
A ambiguidade de gênero era uma característica dos sacerdotes da deusa Cibele conhecida como Galli, cujo traje ritual incluía peças de roupas femininas. Às vezes, eles são considerados um sacerdócio transgênero ou transexual, uma vez que foram obrigados a ser castrados em imitação de Átis. As complexidades da identidade de gênero na religião de Cibele e no mito de Átis são exploradas por Catulo em um de seus poemas mais longos, Carmen 63.
Macróbio descreve uma forma masculina de "Vênus" (Afrodite) que recebeu culto em Chipre; ela tinha barba e genitais masculinos, mas usava roupas femininas. Os adoradores da divindade eram travestidos, os homens vestindo roupas femininas e as mulheres, masculinas. O poeta latino Laevius escreveu sobre adorar "a Vênus nutridora", seja mulher ou homem (sive femina sive mas). A figura às vezes era chamada de Afrodito. Em vários exemplos sobreviventes de escultura grega e romana, a deusa do amor levanta suas roupas para revelar sua genitália masculina, um gesto que tradicionalmente continha poder apotropaico ou mágico.

## Intersexo
Plínio observa que "há até mesmo aqueles que nasceram de ambos os sexos, a quem chamamos de hermafroditas, outrora andróginos" (andr-, "homem" e gyn-, "mulher", do grego). Alguns comentaristas veem o hermafroditismo como uma "violação dos limites sociais, especialmente aqueles tão fundamentais para a vida diária masculina e feminina". A época também viu um relato histórico de um eunuco congênito.

## Sob o governo cristão
As atitudes em relação ao comportamento do mesmo sexo mudaram à medida que o cristianismo se tornou mais proeminente no Império. A percepção moderna da decadência sexual romana pode ser atribuída à polêmica cristã primitiva. Além das medidas para proteger a liberdade dos cidadãos, a acusação de sexo entre homens como crime geral começou no século III, quando a prostituição masculina foi proibida por Filipe, o Árabe. Uma série de leis regulando o sexo entre homens foi promulgada durante a crise social do século III, desde o estupro estatutário de menores até o casamento entre homens.
No final do século IV, homens analmente passivos sob o Império Cristão eram punidos com morte na fogueira. "Morte pela espada" era a punição para um "homem que acasala como uma mulher" sob o Código de Teodósio. É no século VI, sob Justiniano, que o discurso legal e moral sobre o sexo masculino-masculino se torna distintamente abraâmico: pela morte. O sexo entre homens foi apontado como causa da ira de Deus após uma série de desastres por volta de 542 e 559.

## Literatura
- Boswell, John. Christianity, Social Tolerance, and Homosexuality. Chicago: University of Chicago Press, 1980. Esp. pp. 61–87.
- Clarke, John R. “Sexuality and Visual Representation.” In A Companion to Greek and Roman Sexualities, edited by Thomas K. Hubbard, 509–33. Malden, MA: Wiley-Blackwell, 2014.
- Hubbard, Thomas K., ed. Homosexuality in Greece and Rome: A Sourcebook of Basic Documents. Los Angeles, London: University of California Press, 2003. ISBN 0-520-23430-8
- Lelis, Arnold A., William A. Percy, and Beert C. Verstraete. The Age of Marriage in Ancient Rome. Lewiston, New York: Edwin Mellen Press, 2003.
- Skinner, Marilyn B. Sexuality in Greek and Roman Culture. 2nd edition. Malden, MA: Wiley-Blackwell, 2014.
- Williams, Craig. Roman Homosexuality: Ideologies of Masculinity in Classical Antiquity. New York: Oxford University Press, 1999.
- Williams, Craig. Roman Homosexuality. 2nd edition. New York: Oxford University Press, 2010.